# Tour di Vasco Rossi

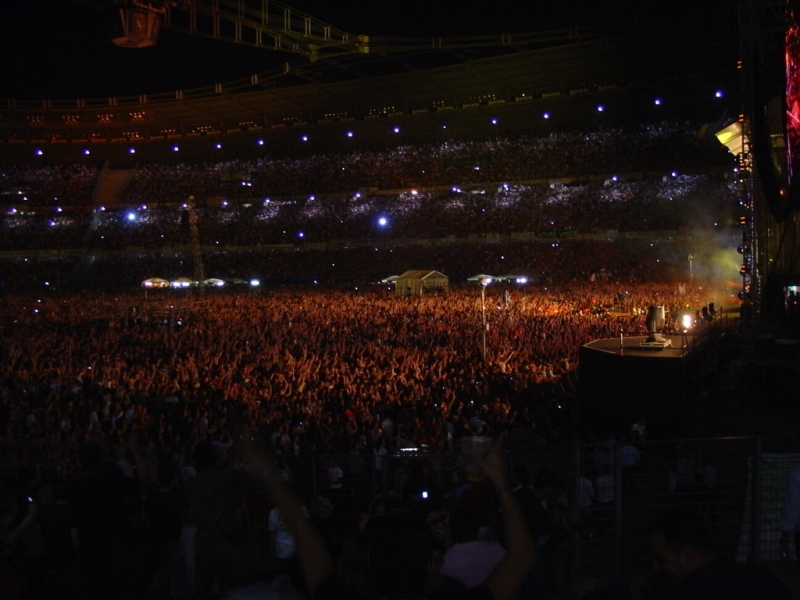
Lo Stadio delle Alpi di Torino gremito per il concerto di Vasco Rossi nel luglio 2005

I tour di Vasco Rossi sono numerosi e sparsi in cinque decenni, in un periodo di tempo che va dal 1977 fino ad oggi.

## Riepilogo
| Periodo                      | Nome Tour                                    | Album da promuovere           | Concerti |
| ---------------------------- | -------------------------------------------- | ----------------------------- | -------- |
| maggio - dicembre 1979       | Tour 1979                                    | Non siamo mica gli americani! |          |
| 1980                         | Colpa d'Alfredo Tour                         | Colpa d'Alfredo               |          |
| aprile - dicembre 1981       | Siamo solo noi Tour                          | Siamo solo noi                |          |
| marzo - novembre 1982        | Vado al massimo Tour                         | Vado al massimo               | 95       |
| marzo - novembre 1983        | Bollicine Tour                               | Bollicine                     | 96       |
| agosto - ottobre 1984        | Va bene, va bene così Tour                   | Va bene, va bene così         | 43       |
| luglio - ottobre 1985        | Cosa succede in città Tour                   | Cosa succede in città         | 43       |
| aprile - ottobre 1987        | C'è chi dice no Tour                         | C'è chi dice no               | 73       |
| giugno - ottobre 1989        | Liberi liberi Tour                           | Liberi liberi                 | 60       |
| luglio 1990 - novembre 1991  | Fronte del palco Tour                        | Fronte del palco              | 40       |
| aprile - settembre 1993      | Gli spari sopra Tour                         | Gli spari sopra               | 47       |
| luglio 1995                  | Rock sotto l'assedio                         | -                             | 3        |
| marzo 1996 - luglio 1997     | Nessun pericolo per te Tour, World Wide Tour | Nessun pericolo... per te     | 57       |
| giugno 1998 - settembre 1999 | Rewind Tour                                  | Canzoni per me                | 23       |
| giugno - settembre 2001      | Stupido Hotel Tour                           | Stupido hotel                 | 12       |
| luglio 2003                  | Vasco @ S.Siro 03                            | -                             | 3        |
| maggio 2004 - luglio 2005    | Buoni o cattivi Tour                         | Buoni o cattivi               | 29       |
| giugno - settembre 2007      | Vasco Live 2007                              | -                             | 16       |
| maggio - ottobre 2008        | Vasco.08 Live in concert                     | Il mondo che vorrei           | 20       |
| ottobre 2009 - ottobre 2010  | Tour Europe indoor                           | -                             | 48       |
| giugno - luglio 2011         | Vasco Live Kom '011                          | Vivere o niente               | 8        |
| giugno 2013                  | Vasco Live Kom '013                          | Vivere o niente               | 7        |
| giugno - luglio 2014         | Vasco Live Kom '014                          | -                             | 7        |
| giugno - luglio 2015         | Vasco Live Kom '015                          | Sono innocente                | 14       |
| giugno 2016                  | Vasco Live Kom '016                          | Sono innocente                | 5        |
| maggio - giugno 2018         | VascoNonStop Live 2018                       | VascoNonStop                  | 11       |
| maggio - giugno 2019         | VascoNonStop Live 2019                       | VascoNonStop                  | 10       |
| maggio - giugno 2022         | Vasco Live 2022                              | Siamo qui                     | 11       |
| giugno 2023                  | Vasco Live 2023                              | Siamo qui                     | 11       |
| giugno 2024                  | Vasco Live 2024                              | -                             | 12       |
| maggio - giugno 2025         | Vasco Live 2025                              | -                             | 14       |

## I primi concerti

### Live dal 1977 al 1979
L'esordio assoluto di Vasco Rossi in un concerto da solo (con il supporto della base registrata)  avviene all'aula magna dell'Istituto Corni di Modena nel 1977, per presentare il 45 giri Jenny/Silvia, da poco uscito.

### Tour 1977 (1977)
| Data             | Città             | Luogo                                          | Note                                        |
| ---------------- | ----------------- | ---------------------------------------------- | ------------------------------------------- |
| 16 giugno 1977   | Modena            | Istituto Corni                                 | da solo con Base                            |
| ?? luglio 1977   | Boretto           | Lido Po                                        | accompagnato dal complesso "Le Cinque Lire" |
| 20 agosto 1977   | San Martino Spino | Teatro Politeama                               | da solo con Base                            |
| 26 agosto 1977   | Crotone           | Stadio Comunale Radio Estate Giovani           | da solo con Base                            |
| ?? agosto 1977   | Treviso           | Canta Veneto                                   | da solo con Base                            |
| ?? ?? 1977       | Monselice         | Canta Veneto a Monselice                       | da solo con Base                            |
| ?? ?? 1977       | Asiago            | Canta Veneto                                   | da solo con Base                            |
| 10 ottobre 1977  | Bardolino         | Ristorante Aurora (Festival della Gastronomia) | accompagnato dal complesso "Le Cinque Lire" |
| 23 dicembre 1977 | Cento             | The Big Club (Festa dei Ragionieri)            | accompagnato dal complesso "Le Cinque Lire" |

### Tour 1978 (1978)
| Data           | Città baronessa | Luogo         | Note                              |
| -------------- | --------------- | ------------- | --------------------------------- |
| ?? ?? 1978     | Carpi           | Picchio Verde | con il complesso "Le Cinque Lire" |
| ?? ?? 1978     | Formigine       | Picchio Rosso | con il complesso "Le Cinque Lire" |
| ?? ?? 1978     | Piumazzo        | Kiwi          | con il complesso "Le Cinque Lire" |
| ?? ?? 1978     | Modena          | ??            | con il complesso "Le Cinque Lire" |
| 31 maggio 1978 | Sanremo         | MIMS          | con il complesso "Le Cinque Lire" |

### Tour 1979 (1979)
| Data | Città | Luogo | Note |
| Tour "Primo Concerto" (con Marco Ferradini, Alberto Fortis, Vincenzo Spampinato, Francesco Magni e altri) | Tour "Primo Concerto" (con Marco Ferradini, Alberto Fortis, Vincenzo Spampinato, Francesco Magni e altri) | Tour "Primo Concerto" (con Marco Ferradini, Alberto Fortis, Vincenzo Spampinato, Francesco Magni e altri) | Tour "Primo Concerto" (con Marco Ferradini, Alberto Fortis, Vincenzo Spampinato, Francesco Magni e altri) |
| --- | --- | --- | --- |
| ?? ?? 1979                                                                                                | Falconara Marittima                                                                                       | Piranha Club                                                                                              | con gruppo                                                                                                |
| 29 gennaio 1979                                                                                           | Formigine                                                                                                 | Picchio Rosso                                                                                             | con gruppo                                                                                                |
| 15 febbraio 1979                                                                                          | Sarmato                                                                                                   | Discoteca Pierrot                                                                                         | con gruppo                                                                                                |
| 25 febbraio 1979                                                                                          | Lodi | Otto Blues                                                                                                | con gruppo                                                                                                |
| 14 marzo 1979                                                                                             | Manerbio                                                                                                  | Le Cupole                                                                                                 | con gruppo                                                                                                |
| 16 marzo 1979                                                                                             | Castel Goffredo                                                                                           | Discoteca Sayonara                                                                                        | con gruppo                                                                                                |
| 30 marzo 1979                                                                                             | Caselle di Crevalcore                                                                                     | River side / Palata Pepoli                                                                                | con gruppo                                                                                                |
| Tour 1979                                                                                                 | | | |
| 26 maggio 1979                                                                                            | Bologna                                                                                                   | Piazza Maggiore                                                                                           | con gruppo                                                                                                |
| 27 maggio 1979                                                                                            | Vicenza                                                                                                   | Piazza dei Signori                                                                                        | Festa del PSI con gruppo                                                                                  |
| luglio 1979                                                                                               | Montombraro                                                                                               | piscina                                                                                                   | con gruppo                                                                                                |
| ?? ?? 1979                                                                                                | Roncofreddo                                                                                               | Much More (Belfagor)                                                                                      | con gruppo                                                                                                |
| ?? ?? 1979                                                                                                | Mirandola                                                                                                 | Bussola                                                                                                   | con gruppo                                                                                                |
| ?? ?? 1979                                                                                                | Pescantina                                                                                                | Velodromo San Lorenzo                                                                                     | con gruppo                                                                                                |
| ?? ?? 1979                                                                                                | Imola | Dancing Verde Luna                                                                                        | festa di scuola, con gruppo                                                                               |
| ?? ?? 1979                                                                                                | Pergine Valsugana                                                                                         | Paradisi Star Number one                                                                                  | con gruppo                                                                                                |
| 9 agosto 1979                                                                                             | Viareggio                                                                                                 | Discoteca Bussola Domani ("Free Show Estate")                                                             | con gruppo                                                                                                |
| 10 agosto 1979                                                                                            | Lido degli Scacchi                                                                                        | La Fattoria                                                                                               | con gruppo                                                                                                |
| 16 agosto 1979                                                                                            | Sassuolo                                                                                                  | Discoteca 'Signor Rossi'                                                                                  | con gruppo                                                                                                |
| 15 settembre 1979                                                                                         | Concordia                                                                                                 | Dancing Hall Lucciola Sound                                                                               | con gruppo                                                                                                |
| 20 settembre 1979                                                                                         | Santa Teresa di Gallura                                                                                   | Corallaro Club Discoteca                                                                                  | da solo con Base                                                                                          |
| 21 settembre 1979                                                                                         | Porto Cervo                                                                                               | Convegno "Dove va la Rai"                                                                                 | da solo con base                                                                                          |
| 7 ottobre 1979                                                                                            | Gualtieri                                                                                                 | 501 Dancing Club                                                                                          | con gruppo                                                                                                |
| 27 ottobre 1979                                                                                           | Cervarolo                                                                                                 | Okay Club                                                                                                 | con gruppo                                                                                                |
| 31 ottobre 1979                                                                                           | Carpi | Picchio Verde                                                                                             | Annullato                                                                                                 |
| 8 novembre 1979                                                                                           | Vigarano Mainarda                                                                                         | Kontiki Meeting                                                                                           | con gruppo                                                                                                |
| 12 novembre 1979                                                                                          | Formigine                                                                                                 | Picchio Rosso                                                                                             | con gruppo                                                                                                |
| 14 novembre 1979                                                                                          | Reggiolo                                                                                                  | Discoteca 2 stelle                                                                                        | con gruppo                                                                                                |
| 18 novembre 1979                                                                                          | Toscanella di Dozza                                                                                       | Discoteca Piro Piro                                                                                       | con gruppo                                                                                                |
| 22 novembre 1979                                                                                          | Mantova                                                                                                   | Discoteca Caravel                                                                                         | con gruppo                                                                                                |
| 29 novembre 1979                                                                                          | Carpi | Picchio Verde                                                                                             | con gruppo                                                                                                |
| 8 dicembre 1979                                                                                           | Finale Emilia                                                                                             | Jeans Club                                                                                                | con gruppo                                                                                                |
| 14 dicembre 1979                                                                                          | Reggio Emilia                                                                                             | Discoteca Marabù                                                                                          | con gruppo                                                                                                |
| 23 dicembre 1979                                                                                          | Migliaro                                                                                                  | Dancing Severi                                                                                            | con gruppo                                                                                                |
| 30 dicembre 1979                                                                                          | Modena | Mac2 Music Center                                                                                         | con gruppo                                                                                                |
| 31 dicembre 1979                                                                                          | Monselice                                                                                                 | Cinema 'l'Astoria                                                                                         | con gruppo                                                                                                |

La scaletta prevedeva i seguenti brani:
1. Quindici anni fa
2. Jenny è pazza
3. La strega
4. Va be'
5. Fegato fegato spappolato
6. Sensazioni forti
7. Faccio il militare
8. Medley chitarre
9. Io non so più cosa fare
10. Albachiara

a questi venivano aggiunti anche: Silvia, La nostra relazione (versione tango).
Formazione:
- Vasco Rossi: voce
- Massimo Riva: chitarra
- Maurizio Solieri: chitarra
- Arcangelo "Kaba" Cavazzuti, successivamente sostituito da Roberto Casini: batteria
- Claudio Zavoli, successivamente sostituito da Bruno Corticelli: basso
- Gaetano Curreri, successivamente sostituito da Massimo Testa: tastiere
- Auro Lugli & Sergio Silvestri: cori

### Colpa d'Alfredo Tour (1980)
A partire dal 1980, Vasco sarà accompagnato nei suoi concerti dal gruppo di musicisti al quale lui stesso darà in seguito il nome di Steve Rogers Band, composta da Maurizio Solieri, Massimo Riva, Roberto Casini, Andrea Righi e Mimmo Camporeale, che accompagnerà la vita e la carriera artistica di Vasco per molti anni.
Nei primi concerti, tra le altre canzoni, canta anche una propria versione di Supermarket di Lucio Battisti, inserendola come medley nella canzone Sensazioni forti.
Le date:
| Data              | Città                    | Luogo                             | Note |
| ----------------- | ------------------------ | --------------------------------- | ---- |
| ?? ?? 1980        | Milano                   | Palasport                         |      |
| ?? ?? 1980        | Trieste                  | ??                                |      |
| ?? ?? 1980        | Pescantina               | Velodrome San Lorenzo             |      |
| ?? ?? 1980        | Novafeltria              | Discoteca Jolly                   |      |
| ?? ?? 1980        | Castelnuovo Monti        | Discoteca Edelweiss               |      |
| ?? ?? 1980        | Casalecchio di Reno      | Il Samantha                       |      |
| 4 gennaio 1980    | Lugo                     | Baccara Music Hall                |      |
| 6 gennaio 1980    | Gualtieri                | 501 Dancing Club                  |      |
| 25 gennaio 1980   | Crespellano              | Discoteca Pick Pack               |      |
| 26 gennaio 1980   | Concordia sulla Secchia  | Lucciola                          |      |
| 7 marzo 1980      | Reggiolo                 | Discoteca 2 Stelle                |      |
| ?? aprile 1980    | Concordia sulla Secchia  | Lucciola                          |      |
| ?? maggio 1980    | Badia Polesine           | Dancing Manfredini                |      |
| 10 maggio 1980    | Formigine                | Picchio Rosso                     |      |
| 14 maggio 1980    | Sanguinaro               | Jumbo Music Hall                  |      |
| 16 maggio 1980    | Crespellano              | Discoteca Pick Pack               |      |
| 22 maggio 1980    | Carpi                    | Picchio Verde                     |      |
| 29 maggio 1980    | Mantova                  | Discoteca Caravel                 |      |
| 21 giugno 1980    | Lido di Camaiore         | Versilia Rock                     |      |
| 1 luglio 1980     | Cavezzo                  | Campo Sportivo (Festa dell'Unità) |      |
| 10 luglio 1980    | Lainate                  | Villa Litta (Radio Città)         |      |
| 18 luglio 1980    | Poggio Rusco             | Circolo FGCI (Festa dei Giovani)  |      |
| ?? agosto 1980    | Zocca                    | Chiesa                            |      |
| 16 agosto 1980    | San Venanzio di Galliera | Festa dell'Unita                  |      |
| ?? agosto 1980    | Frassinoro               | Dama club                         |      |
| 24 agosto 1980    | Gualtieri                | 501 Dancing Club                  |      |
| 25 agosto 1980    | Imola                    | Fiera del Santerno                |      |
| 31 agosto 1980    | Pavullo                  | Bamboo (Festa di Centro Radio)    |      |
| 1º settembre 1980 | Bologna                  | Teatro Tenda                      |      |
| 5 settembre 1980  | Budrio                   | Stadio Comunale (Festa avanti 80) |      |
| 6 settembre 1980  | Monticelli d'Ongina      | Dancing Trifoglio                 |      |
| 12 settembre 1980 | Reggiolo                 | Discoteca 2 Stelle                |      |
| ?? settembre 1980 | Portomaggiore            | Festa dell'Unita                  |      |
| 18 ottobre 1980   | Concordia sulla Secchia  | Lucciola                          |      |
| 1º novembre 1980  | Collecchio               | Taro Taro Club                    |      |
| 18 novembre 1980  | Piumazzo                 | Kiwi                              |      |
| 4 dicembre 1980   | Centallo                 | ??                                |      |
| 14 dicembre 1980  | Bologna                  | Motorshow                         |      |
| 16 dicembre 1980  | Reggio Emilia            | Discoteca Marabù                  |      |
| 19 dicembre 1980  | Bologna                  | Palasport                         |      |

La scaletta tipo prevedeva i seguenti brani:
1. Sensazioni forti
2. Supermarket
3. Jenny
4. Albachiara
5. Io non so più cosa fare
6. Silvia
7. La nostra relazione
8. Susanna
9. Colpa d'Alfredo
10. Non l'hai mica capito
11. Anima fragile
12. Sensazioni forti
13. Asilo "republic""
14. Alibi

Formazione:
- Vasco Rossi: voce
- chitarre: Massimo Riva, Maurizio Solieri
- batteria: Roberto Casini
- basso: Andrea Righi
- tastiere: Mimmo Camporeale
- sax: Rudy Trevisi

### Siamo solo noi Tour (1981)
Nel tour del 1981, Vasco rende tributo a dei giganti della musica come Eric Clapton, Sex Pistols, Chuck Berry e Rolling Stones cantando rispettivamente Cocaine, God Save the Queen, Johnny B. Goode e Brown Sugar (cantata sempre in coro da Vasco, Riva e Solieri).
Le date:
| Data              | Città                    | Luogo                              | Note |
| ----------------- | ------------------------ | ---------------------------------- | ---- |
| 1981              | Modena                   |                                    |      |
| 1981              | Bergamo                  |                                    |      |
| 1981              | Treviso                  |                                    |      |
| 1981              | Pavullo nel Frignano     |                                    |      |
| 16 aprile 1981    | Imola                    | Palasport                          |      |
| 7 maggio 1981     | Cesena                   |                                    |      |
| 15 maggio 1981    | Reggiolo                 | Discoteca 2 Stelle                 |      |
| 17 maggio 1981    | Pistoia                  | Piazza del Duomo                   |      |
| 19 maggio 1981    | Bologna                  |                                    |      |
| 20 maggio 1981    | Mestre                   |                                    |      |
| 21 maggio 1981    | Isola d'Asti             | Dixie                              |      |
| 22 maggio 1981    | Genova                   |                                    |      |
| 28 maggio 1981    | Centallo                 | Discoteca Crazy Boy                |      |
| 5 giugno 1981     | Belluno                  | Teatro comunale                    |      |
| 12 giugno 1981    | Chiavari                 | Campo sportivo comunale            |      |
| 19 giugno 1981    | Novara                   | Palasport                          |      |
| 28 giugno 1981    | Novara                   | Lungomare                          |      |
| giugno 1981       | Faenza                   | Festa de l'Unità                   |      |
| giugno 1981       | Modena                   | Polisportiva (Modena Rock '81)     |      |
| 3 luglio 1981     | Milano                   | Rolling Stone                      |      |
| 9 luglio 1981     | Taneto                   | Festa de l'Unità                   |      |
| 14 luglio 1981    | Maggianico               | Villa Gomes (Festa de l'Unità)     |      |
| 20 luglio 1981    | Forlì                    | Festa de l'Unità                   |      |
| 2 agosto 1981     | Salice Terme             | Teatro                             |      |
| 8 agosto 1981     | San Mauro Mare           | Geo Club Discoteca                 |      |
| 14 agosto 1981    | Varazze                  | Campo sportivo "Ferro"             |      |
| 15 agosto 1981    | Crespino                 | Festa de l'Unità                   |      |
| 19 agosto 1981    | San Venanzio di Galliera | Festa de l'Unità                   |      |
| 22 agosto 1981    | Collecchio               | Taro Taro Club                     |      |
| 26 agosto 1981    | Calcinate                | Campo sportivo                     |      |
| 29 agosto 1981    | Ravenna                  | Festa de l'Unità                   |      |
| 2 settembre 1981  | Cesena                   | Festa de l'Unità                   |      |
| 4 settembre 1981  | Verona                   | Teatro Ristori                     |      |
| 5 settembre 1981  | Trento                   | Festa nazionale dell'Amicizia 1981 |      |
| 7 settembre 1981  | Gonzaga                  | Fiera                              |      |
| 8 settembre 1981  | Piumazzo                 | Kiwi                               |      |
| 17 settembre 1981 | Albino                   | Campo sportivo                     |      |
| 18 settembre 1981 | Este                     |                                    |      |
| 25 settembre 1981 | Mantova                  | Palasport                          |      |
| 10 ottobre 1981   | Bologna                  | Sporting Club Dance Hall           |      |
| 16 ottobre 1981   | Cremona                  | Palasport                          |      |
| 17 ottobre 1981   | Concordia sulla Secchia  | La Lucciola                        |      |
| 26 ottobre 1981   | Sassuolo                 | Piccadilly Stryx (Free-Show '81)   |      |
| 28 ottobre 1981   | Toscanella di Dozza      | Discoteca Piro Piro                |      |
| 29 ottobre 1981   | Modena                   | Discoteca Mac2                     |      |
| ?? novembre 1981  | Ronco Scrivia            |                                    |      |
| 22 novembre 1981  | Godo di Russi            | Piteco Club                        |      |
| 7 dicembre 1981   | Lodi                     | Otto Blues                         |      |
| 1981              | Prato                    | Festa de l'Unità                   |      |

## L'inizio del successo

### Vado al massimo Tour (1982)
La discussa apparizione a Sanremo contribuisce ad aumentare notevolmente la notorietà del rocker. Nel 1982 ospita gratuitamente i venditori ambulanti di colore al suo concerto a Pescara come reazione alle critiche di razzismo in seguito alla sua canzone Colpa d'Alfredo.
Le date:
| Data              | Città                      | Luogo                                         | Note                                                       |
| ----------------- | -------------------------- | --------------------------------------------- | ---------------------------------------------------------- |
| 1982              | Vicenza                    | stadio comunale Gazzo                         | [ 1 ]                                                      |
| 1982              | Padova                     | Palasport San Lazzaro                         |                                                            |
| 1982              | Correggio                  | Festa de l'Unità                              |                                                            |
| 1982              | Olgiate Olona              |                                               |                                                            |
| 1982              | Pescara                    |                                               |                                                            |
| 26 febbraio 1982  | Brescia                    | Teatro Tenda (Free Show inverno 82)           | con altri artisti emergenti                                |
| 15 marzo 1982     | Sestri Levante             | Discoteca Schooner Café                       |                                                            |
| 26 marzo 1982     | Ascona (Svizzera)          | Discoteca Le Stelle                           |                                                            |
| 3 aprile 1982     | Brescia                    | Teatro Tenda                                  | [ 2 ] [ 3 ]                                                |
| 4 aprile 1982     | Lugo                       | Discoteca Baccara "Music Hall"                | Primo concerto di Vasco Rossi riprese dalle telecamere RAI |
| 7 aprile 1982     | Cenate Sopra               | Sonora Club                                   |                                                            |
| 16 aprile 1982    | Svizzera                   | Luogo sconosciuto                             |                                                            |
| 17 aprile 1982    | Lodi                       | Discoteca Otto Blues                          |                                                            |
| 18 aprile 1982    | Torino                     | Discoteca Milleluci                           |                                                            |
| 21 aprile 1982    | Montebello della Battaglia | Discoteca Tucano                              |                                                            |
| 22 aprile 1982    | Cavallermaggiore           | Le cupole                                     |                                                            |
| 27 aprile 1982    | Piumazzo                   | Discoteca Kiwi Cathedral                      |                                                            |
| 30 aprile 1982    | Vigliano d'Asti            | Dancing "Crazy"                               |                                                            |
| maggio 1982       | Vascon di Carbonera        |                                               |                                                            |
| 1º maggio 1982    | Casarsa della Delizia      | Teatro Tenda - 34ª Sagra del Vino             |                                                            |
| 7 maggio 1982     | Monticelli d'Ongina        | Cellophane                                    |                                                            |
| 9 maggio 1982     | Poggiridenti               | Discoteca "Il Tempio"                         |                                                            |
| 14 maggio 1982    | Forlì                      | Palasport                                     |                                                            |
| 15 maggio 1982    | Deruta                     | Billo                                         |                                                            |
| 16 maggio 1982    | Cimadolmo                  | Piazza                                        |                                                            |
| 19 maggio 1982    | Gravellona Toce            | Punto Radio                                   |                                                            |
| 20 maggio 1982    | Formigine                  | Picchio Rosso                                 |                                                            |
| 21 maggio 1982    | Darfo Boario Terme         | Parco delle Terme di Boario                   |                                                            |
| ?? maggio 1982    | Domodossola                | Discoteca Trocadero                           |                                                            |
| 22 maggio 1982    | Cremona                    | Palasport                                     |                                                            |
| 23 maggio 1982    | Bologna                    | Festa Nazionale delle Donne                   |                                                            |
| 29 maggio 1982    | Longarone                  | Palazzo delle mostre                          |                                                            |
| 30 maggio 1982    | Este                       | Stadio Comunale                               |                                                            |
| 1 giugno 1982     | Reggio Emilia              | Discoteca Marabù                              |                                                            |
| 3 giugno 1982     | Concordia sulla Secchia    | Discoteca Lucciola                            |                                                            |
| 4 giugno 1982     | Lugo                       | Discoteca Baccara Music Hall                  |                                                            |
| 6 giugno 1982     | Bacedasco                  | Terme                                         |                                                            |
| 9 giugno 1982     | Cremona                    |                                               |                                                            |
| 10 giugno 1982    | Rovereto                   | Festa de L'Unità - Giardini Milano            |                                                            |
| 11 giugno 1982    | San Martino in Rio         | Festa de L'Unità                              |                                                            |
| 20 giugno 1982    | Thiene                     |                                               |                                                            |
| 21 giugno 1982    | Sasso Marconi              |                                               |                                                            |
| 22 giugno 1982    | Mantova                    |                                               |                                                            |
| 26 giugno 1982    | Verbania                   |                                               |                                                            |
| 30 giugno 1982    | Rovigo                     | Festa Provinciale dell'Unita                  |                                                            |
| 10 luglio 1982    | Vobarno                    | Stadio Comunale                               |                                                            |
| 11 luglio 1982    | Argenta                    | Concerto sospeso \|                           |                                                            |
| 13 luglio 1982    | Bazzano                    | Festa de l'Unità                              |                                                            |
| 15 luglio 1982    | Bovolone                   | Festa de l'Unità                              |                                                            |
| 16 luglio 1982    | Baiso                      | Piscina Lido dei Calanchi                     |                                                            |
| 18 luglio 1982    | Sant'Ilario d'Enza         | Festa de l'Unità                              |                                                            |
| 20 luglio 1982    | Barco                      | Festa dell'Avanti!                            |                                                            |
| 22 luglio 1982    | San Giovanni in Persiceto  | Festa de l'Unità                              |                                                            |
| 26 luglio 1982    | Sanremo                    | Teatro Ariston                                |                                                            |
| 27 luglio 1982    | Campagnola Emilia          | Piazza                                        |                                                            |
| 28 luglio 1982    | Granarolo dell'Emilia      | Festa de L'Unità                              |                                                            |
| 29 luglio 1982    | Bagnacavallo               | Festa de L'Unità                              |                                                            |
| 1º agosto 1982    | Bolzano                    | Spazio Vives                                  |                                                            |
| 2 agosto 1982     | Salice Terme               | Teatro                                        |                                                            |
| 3 agosto 1982     | Mestre                     |                                               |                                                            |
| 4 agosto 1982     | Rimini                     | Teatro Tenda                                  |                                                            |
| 6 agosto 1982     | Viareggio                  |                                               |                                                            |
| ?? agosto 1982    | Porto Torres               | Stadio comunale                               |                                                            |
| ?? agosto 1982    | Santa Teresa di Gallura    | Corallaro Club                                |                                                            |
| 9 agosto 1982     | Portoferraio               |                                               |                                                            |
| 10 agosto 1982    | Cava de' Tirreni           | Stadio Comunale Simonetta Lamberti            |                                                            |
| 11 agosto 1982    | Sottomarina                | Discoteca Shaker                              |                                                            |
| 12 agosto 1982    | Scalea                     | Stadio comunale                               |                                                            |
| 13 agosto 1982    | Acqui Terme                |                                               |                                                            |
| 14 agosto 1982    | Zocca                      | Stadio comunale                               | Presente la madre di Vasco Rossi, Novella                  |
| 15 agosto 1982    | Conselice                  | Festa de l’Unità                              |                                                            |
| 16 agosto 1982    | Viserbella                 |                                               |                                                            |
| 17 agosto 1982    | Sirmione                   | Festa de l’Unità                              |                                                            |
| 18 agosto 1982    | Reggio Calabria            |                                               |                                                            |
| 21 agosto 1982    | Arquà Polesine             | Popsy Club                                    |                                                            |
| 22 agosto 1982    | Palermo                    |                                               |                                                            |
| 23 agosto 1982    | Catania                    |                                               |                                                            |
| 25 agosto 1982    | Messina                    |                                               |                                                            |
| 27 agosto 1982    | Cagliari                   |                                               | Annullato per maltempo                                     |
| 29 agosto 1982    | San Silvestro              | Fiera "I Stradei"                             |                                                            |
| 30 agosto 1982    | Brescia                    | Palazzetto E.I.B.                             |                                                            |
| 1 settembre 1982  | Sedriano                   | Campo Sportivo Comunale                       |                                                            |
| 2 settembre 1982  | Negrar                     | campo sportivo comunale, Festa dell'Amicizia  |                                                            |
| 4 settembre 1982  | Frassineto Po              | Sagra del Peperone                            |                                                            |
| 5 settembre 1982  | Milano                     | Teatro Tenda                                  |                                                            |
| 6 settembre 1982  | Castel Guelfo di Bologna   |                                               |                                                            |
| 8 settembre 1982  | Ravenna                    | Festa de l’Unità                              |                                                            |
| 9 settembre 1982  | Crema                      | Campo Polispostivo di Santa Maria della Croce |                                                            |
| 11 settembre 1982 | Monte Romano               | Piazza Dante                                  | Annullato                                                  |
| 15 settembre 1982 | Ravenna                    | Centro Internazionale Cà del Liscio           |                                                            |
| 21 settembre 1982 | Veduggio con Colzano       | Teatro Tenda (Via della Valletta)             |                                                            |
| 17 ottobre 1982   | Lugo                       | Baccarà Music Hall                            |                                                            |
| 29 ottobre 1982   | Valdengo                   | Discoteca La Peschiera                        |                                                            |
| 19 novembre 1982  | Ascona (Svizzera)          | Discoteca Le Stelle                           |                                                            |
| 26 novembre 1982  | Acqui Terme                | Discoteca Palladium                           |                                                            |

### Bollicine Tour (1983)
Nel 1983, locali giudicati sufficientemente grandi l'anno prima, e addirittura sovrabbondanti solo due anni prima, diventano improvvisamente troppo piccoli. Saltano alcuni concerti, altri si svolgono in precarie condizioni di ordine pubblico, ma la tournée ha comunque un tale successo, che a novembre vengono aggiunte altre date per la registrazione del primo album live della carriera del rocker, Va bene, va bene così, proprio per quest'ultimo vengono scelte le esibizioni di Cantù, Verona e Bologna. L'album uscirà nella primavera del 1984.
Formazione:
- Vasco Rossi: voce

- Chitarra solista: Maurizio Solieri
- Chitarra ritmica: Massimo Riva
- Basso: Andrea Righi
- Tastiere: Mimmo Camporeale
- Batteria: Roberto Casini

Le date:
| Data                      | Città                    | Luogo                                    | Note |
| ------------------------- | ------------------------ | ---------------------------------------- | --- |
| febbraio 1983             | Roma                     | Villa Gordiani                           | [ 5 ] |
| 1º marzo 1983             | Castrocaro Terme         | Discoteca Bull Bull                      | |
| 12 marzo 1983             | Concordia sulla Secchia  | Discoteca La Lucciola                    | |
| 17 marzo 1983             | Cremona                  | Music Hall Smash                         | |
| 24 marzo 1983             | Cantù                    | Palasport Pianella                       | |
| 27 marzo 1983             | Ravenna                  | Centro Internazionale Cà del Liscio      | |
| 29 marzo 1983             | Piumazzo                 | Discoteca Kiwi                           | |
| 3 aprile 1983             | Ozzano Monferrato        | Discoteca Raptus                         | |
| 7 aprile 1983             | Zingonia                 | Discoteca Kit Kat                        | |
| 8 aprile 1983             | Brescia                  | Teatro Tenda                             | |
| 10 aprile 1983            | Firenze                  | Teatro Tenda                             | |
| 14 aprile 1983            | Formigine                | Picchio Rosso                            | |
| 15 aprile 1983            | Ferrara                  | Palasport                                | |
| 15 aprile 1983            | Cappella Cantone         | Diedron                                  | |
| 21 aprile 1983            | Milano                   | Rolling Stones                           | |
| 23 aprile 1983            | Trento                   | Teatro Tenda "Radio Antenna Nord"        | |
| 24 aprile 1983            | Calcinelli               | Boomerang Club                           | |
| 25 aprile 1983            | Reggio Emilia            | Marabù                                   | |
| 27 aprile 1983            | Marmirolo                | El Patio Club                            | Annullato                                                                                                  |
| 28 aprile 1983            | Garlasco                 | Le rotonde                               | |
| 30 aprile 1983            | Perugia                  | Quasar                                   | |
| 1 maggio 1983             | Sarmato                  | Discoteca Pierrot                        | |
| 4 maggio 1983             | Piateda                  | Discoteca New Mexico                     | |
| 6 maggio o 11 maggio 1983 | Lugo                     |                                          | |
| 15 maggio 1983            | Bergamo                  | Piazza della Città Mercato               | |
| 18 maggio 1983            | Reggiolo                 | Discoteca Due Stelle                     | |
| 20 maggio 1983            | Valdengo                 | Discoteca La Peschiera                   | |
| 22 maggio 1983            | Cornuda                  | Disco dancing Bla Bal                    | |
| 26 maggio 1983            | Genova                   | Palasport                                | |
| 27 maggio 1983            | Bellinzona (Svizzera)    | Palestra SFG                             | |
| 28 maggio 1983            | Cornedo Vicentino        | Parco Pretto                             | |
| 29 maggio 1983            | Padova                   | Palasport                                | |
| 1 giugno 1983             | Marmirolo                | El Patio Club                            | Annullato                                                                                                  |
| 3 giugno 1983             | Peseggia                 | Fiera dei Bisi                           | |
| 4 giugno 1983             | Longarone                | Palazzo delle Mostre                     | |
| 5 giugno 1983             | Palmanova                | Piazza Esagonale                         | |
| 10 giugno 1983            | Castelletto Ticino       | Stadio Comunale                          | Annullato per ricovero in ospedale di Vasco Rossi. L'evento venne spostato al 26 luglio dello stesso anno. |
| 11 giugno 1983            | Faenza                   |                                          | Annullato (vedi sopra)                                                                                     |
| 12 giugno 1983            | Este                     |                                          | Annullato. L'evento venne spostato in data 22 luglio 1983.                                                 |
| 14 giugno 1983            | Parma                    |                                          | Annullato (vedi sopra)                                                                                     |
| 20 giugno 1983            | Verona                   | Manifestazione Rockstar Arena            | |
| 13 luglio 1983            | Appignano                | Stadio (Festa de l'Unità)                | |
| 15 luglio 1983            | Saronno                  | Stadio Colombo-Gianetti                  | |
| 16 luglio 1983            | Cesena                   |                                          | |
| 17 luglio 1983            | Appignano                | Festa de l'Unità                         | |
| 21 luglio 1983            | Prato                    | Parco ex ippodromo                       | |
| 22 luglio 1983            | Este                     | Giardini Comunali o Foro Boario          | |
| 23 luglio 1983            | San Giovanni Valdarno    | Stadio comunale                          | |
| 24 luglio 1983            | Viareggio                | Discoteca Bussoladomani                  | |
| 26 luglio 1983            | Castelletto Ticino       | Stadio comunale                          | |
| 28 luglio 1983            | Casaleone                | Stadio comunale                          | |
| 30 luglio 1983            | Ostia                    | Borgo Antico (Festa dell'Unita)          | |
| 31 luglio 1983            | Tarquinia                | Piazza Belvedere                         | |
| 4 agosto 1983             | Iseo                     | Teatro Tenda                             | |
| 6 agosto 1983             | Fano                     | Stadio Raffaele Mancini                  | |
| 7 agosto 1983             | Viareggio                | Discoteca Bussoladomani                  | |
| 8 agosto 1983             | Chiavari                 | Stadio Comunale                          | |
| 9 agosto 1983             | Pietra Ligure            | Campo sportivo                           | |
| 12 agosto 1983            | Igea Marina              | Discoteca Rio Grande                     | |
| 13 agosto 1983            | Vasto                    | Stadio Aragona                           | |
| 14 agosto 1983            | San Benedetto del Tronto | Stadio Fratelli Ballarin                 | |
| 15 agosto 1983            | Pescara                  | Teatro Le Najadi                         | |
| 16 agosto 1983            | Ostuni                   | Piscina ‘80 - Rosamarina di Ostuni       | |
| 17 agosto 1983            | Taranto                  | Palazzetto dello sport                   | |
| 18 agosto 1983            | Gallipoli                | Stadio Lido San Giovanni                 | |
| 21 agosto 1983            | Scicli                   | Stadio comunale                          | |
| 22 agosto 1983            | Letojanni                | Stadio Comunale                          | |
| 25 agosto 1983            | Agropoli                 | Il Covo                                  | |
| 26 agosto 1983            | Cava de' Tirreni         | Stadio Simonetta Lamberti                | |
| 27 agosto 1983            | Falerna                  | Happy Days                               | |
| 28 agosto 1983            | Grosseto                 |                                          | |
| 31 agosto 1983            | Castagnole delle Lanze   | Piazza San Bartolomeo                    | |
| 1º settembre 1983         | Bormio                   | Palazetto dello Sport                    | |
| 3 settembre 1983          | Verona                   | Festivalbar                              | |
| 4 settembre 1983          | Vittorio Veneto          | Piazza del Duomo                         | |
| 7 settembre 1983          | Ravenna                  | Festa de l'Unita                         | |
| 9 settembre 1983          | Reggio Emilia            | Festa de l'Unità                         | |
| 11 settembre 1983         | Firenze                  | Parco delle Cascine                      | |
| 15 settembre 1983         | Ferrara                  | Giardini Grattacielo                     | |
| 17 settembre 1983         | Roma                     | Villa Gordiani                           | |
| 19 settembre 1983         | Bari                     | Stadio comunale                          | |
| 21 settembre 1983         | Reggio Calabria          | Stadio comunale                          | |
| 23 settembre 1983         | Alessandria              | Piazza Divina Provvidenza (teatro tenda) | |
| 25 settembre 1983         | Sassari                  | Stadio Torres                            | |
| 26 settembre 1983         | Olbia                    |                                          | |
| 28 settembre 1983         | Cagliari                 | Palasport                                | |
| 5 ottobre 1983            | Codevilla                | Discoteca "Tucano 185"                   | |
| 6 ottobre 1983            | Milano                   | Teatro Tenda                             | |
| 1º novembre 1983          | Castrocaro Terme         | Bul Bul                                  | |
| 4 novembre 1983           | Valdengo                 | Discoteca La Peschiera                   | |
| 7 novembre 1983           | Torino                   | Palasport                                | |
| 10 novembre 1983          | San Giovanni Lupatoto    | Discoteca Verona 2000                    | |
| 11 novembre 1983          | Bologna                  | Teatro Tenda Parco Nord                  | [ 7 ] |
| 13 novembre 1983          | Cantù                    | Palasport Pianella                       | |
| 16 novembre 1983          | Bienne (Svizzera)        | Palais des Conges                        | |
| 17 novembre 1983          | Zurigo (Svizzera)        | Volkshaus                                | |

### Va bene, va bene così Tour (1984)
È il tour che segue la pubblicazione dell'album live "Va bene, va bene così" e l'esperienza della detenzione di Vasco nel carcere di Rocca Costanza (Pesaro).
Formazione:
- Vasco Rossi: voce

La Steve Rogers Band:
- Chitarra solista: Maurizio Solieri
- Chitarra ritmica: Massimo Riva
- Basso: Claudio Golinelli
- Tastiere: Mimmo Camporeale
- Batteria: Daniele Tedeschi
- Cori: Susy Campisi
- Sax: Rudy Trevisi; a Novara: Claudio Pascoli

Le date:
| Data              | Città                   | Luogo                            | Note                                           |
| ----------------- | ----------------------- | -------------------------------- | ---------------------------------------------- |
| 3 agosto 1984     | Milano Marittima        | Stadio dei Pini                  | [ 8 ]                                          |
| 5 agosto 1984     | Fano                    | Stadio Raffaele Mancini          |                                                |
| 6 agosto 1984     | Porto San Giorgio       |                                  |                                                |
| 8 agosto 1984     | Avezzano                | Stadio dei Pini                  |                                                |
| 9 agosto 1984     | Nettuno                 | Stadio Comunale                  | Rinviato in data 30 agosto 1984 causa maltempo |
| 11 agosto 1984    | Poggiardo               | Campo Comunale                   |                                                |
| 12 agosto 1984    | Taranto                 | Stadio Erasmo Iacovone           |                                                |
| 14 agosto 1984    | Bisceglie               | Stadio Sportivo Comunale         |                                                |
| 16 agosto 1984    | Sanremo                 | Stadio Comunale                  |                                                |
| 17 agosto 1984    | Marina di Carrara       | Fiera                            |                                                |
| 19 agosto 1984    | Lignano Sabbiadoro      | Stadio Guido Teghil              |                                                |
| 20 agosto 1984    | Bolzano                 | Stadio Druso                     |                                                |
| 22 agosto 1984    | Mestre                  | Campo Sportivo Zelarino          |                                                |
| 24 agosto 1984    | Santa Margherita Ligure | Discoteca Covo di Nordest        |                                                |
| 25 agosto 1984    | Dicomano                | Festa de l'Unità                 |                                                |
| 26 agosto 1984    | Reggio Emilia           | Arena del Chionso                |                                                |
| 28 agosto 1984    | Ferrara                 | Arena all'aperto "Montagnon"     |                                                |
| 30 agosto 1984    | Nettuno                 | Stadio Comunale                  |                                                |
| 31 agosto 1984    | Livorno                 | Stadio Armando Picchi            |                                                |
| 1º settembre 1984 | Fabriano                | Stadio Comunale                  |                                                |
| 3 settembre 1984  | Piacenza                | Stadio Comunale                  |                                                |
| 6 settembre 1984  | Trento                  | Stadio Briamasco                 |                                                |
| 7 settembre 1984  | Brescia                 |                                  |                                                |
| 9 settembre 1984  | Valdengo                | Discoteca La Peschiera           |                                                |
| 10 settembre 1984 | Modena                  |                                  |                                                |
| 11 settembre 1984 | Pistoia                 | Piazza del Duomo                 |                                                |
| 13 settembre 1984 | Milano                  | Palasport                        |                                                |
| 14 settembre 1984 | Chiasso (Svizzera)      | Palapenz                         |                                                |
| 15 settembre 1984 | Cassano Magnago         | Parco della Magana               | trasmesso da Radio 77                          |
| 17 settembre 1984 | Bolzano                 | Piazzale Dogana BZ sud           |                                                |
| 19 settembre 1984 | Asti                    | Piazza Campo del Palio           |                                                |
| 20 settembre 1984 | Genova                  | Palasport                        |                                                |
| 22 settembre 1984 | Sacile                  | Foro Boario                      |                                                |
| 23 settembre 1984 | Villaverla              | Stadio                           |                                                |
| 25 settembre 1984 | Cava de' Tirreni        | Stadio Comunale                  |                                                |
| 27 settembre 1984 | Letojanni               | Stadio Comunale                  |                                                |
| 28 settembre 1984 | Termini Imerese         | Stadio Comunale                  |                                                |
| 2 ottobre 1984    | Novara                  | Stadio Comunale                  |                                                |
| 4 ottobre 1984    | Torino                  | Stadio Comunale - Curva Maratona | Pioggia ininterrotta                           |
| 5 ottobre 1984    | Brescia                 | Teatro tenda                     |                                                |
| 1984              | Busto Arsizio           |                                  |                                                |
| 1984              | Perugia                 | Stadio Renato Curi               |                                                |

### Cosa succede in città Tour (1985)
Formazione:
- Vasco Rossi: voce

La Steve Rogers Band:
- Daniele Tedeschi: batteria
- Claudio Golinelli: basso
- Maurizio Solieri: chitarra solista e sax (in Cosa Succede In Città)[9]
- Massimo Riva: chitarra ritmica e voci
- Mimmo Camporeale: tastiere
- Andrea Innesto: sax e cori

Queste le date del tour:
| Data              | Città                    | Luogo                               | Note |
| ----------------- | ------------------------ | ----------------------------------- | --- |
| 27 aprile 1985    | Vienna (Austria)         | Judenplatz (Stadtfest)              | |
| 20 luglio 1985    | Assemini                 | Stadio Santa Lucia                  | |
| 21 luglio 1985    | Cuglieri                 | Parco Nazionale                     | |
| 23 luglio 1985    | Grosseto                 |                                     | |
| 25 luglio 1985    | Sestri Levante           | Stadio Comunale G. Sivori           | |
| 26 luglio 1985    | Pietra Ligure            | Stadio Comunale                     | |
| 28 luglio 1985    | Creazzo                  | Stadio Comunale                     | alcuni spezzoni sono stati ripresi dalle telecamere di Italia Uno per uno speciale dedicato al rocker di Zocca                 |
| 30 luglio 1985    | Udine                    | Stadio Friuli                       | |
| 1º agosto 1985    | Bolzano                  | Stadio Druso                        | Concerto ripreso dal vivo su Rai Uno, in occasione di una serata di beneficenza per le vittime del Disastro della Val di Stava |
| 3 agosto 1985     | Mestre                   | Stadio Zelarino                     | |
| 4 agosto 1985     | Misano Adriatico         | Circuito Internazionale Santamonica | |
| 6 agosto 1985     | Viareggio                | Stadio dei Pini                     | |
| 8 agosto 1985     | Santa Severa             | Castello                            | |
| 10 agosto 1985    | Cava de' Tirreni         | Stadio Simonetta Lamberti           | |
| 11 agosto 1985    | Praia a Mare             | Stadio Comunale                     | |
| 13 agosto 1985    | Sabaudia                 | Stadio Comunale                     | |
| 14 agosto 1985    | Peschici                 | Stadio Comunale                     | |
| 15 agosto 1985    | San Ferdinando di Puglia | Campo Sportivo Comunale             | |
| 17 agosto 1985    | Crotone                  | Stadio Ezio Scida                   | |
| 18 agosto 1985    | Lamezia Terme            | Stadio Guido d'Ippolito             | Rinviato al giorno successivo per motivi di ordine tecnico legati all'impianto.                                                |
| 19 agosto 1985    | Lamezia Terme            | Stadio Guido D'Ippolito             | |
| 20 agosto 1985    | Reggio Calabria          | Stadio Oreste Granillo              | |
| 22 agosto 1985    | Palermo                  | Stadio della Favorita               | |
| 23 agosto 1985    | Lentini                  | Stadio Comunale                     | |
| 24 agosto 1985    | Messina                  | Arena della Libertà                 | |
| 28 agosto 1985    | Melendugno               | Stadio Comunale                     | |
| 28 agosto 1985    | Noicattaro               | Stadio Comunale                     | |
| 2 settembre 1985  | Napoli                   | Mostra d'Oltremare                  | |
| 4 settembre 1985  | Carpi                    | Piazza dei Martiri                  | |
| 5 settembre 1985  | Firenze                  | Palasport                           | |
| 7 settembre 1985  | Verona                   | Arena di Verona                     | Serata finale "Festivalbar" |
| 8 settembre 1985  | Cuneo                    | Piazza d'Armi                       | |
| 10 settembre 1985 | Genova                   | Palasport                           | |
| 11 settembre 1985 | Varese                   | Ippodromo                           | |
| 14 settembre 1985 | Milano                   | Teatro Tenda Lampugnano             | |
| 15 settembre 1985 | Milano                   | Teatro Tenda Lampugnano             | |
| 17 settembre 1985 | Torino                   | Stadio Comunale                     | |
| 20 settembre 1985 | Verona                   | Arena di Verona                     | |
| 21 settembre 1985 | Roma                     | Palazzo dello Sport                 | |
| 22 settembre 1985 | Roma                     | Palazzo dello Sport                 | |
| 23 settembre 1985 | Napoli                   | Palasport                           | |
| 29 settembre 1985 | Locarno (Svizzera)       | Piazza Grande                       | |
| 30 settembre 1985 | Milano                   | Teatro Tenda Lampugnano             | |
| 8 ottobre 1985    | Vairano Patenora         | Piazza del Municipio                | |

### Concerti del 1986
| Data           | Città     | Luogo                   | Note                                                          |
| -------------- | --------- | ----------------------- | ------------------------------------------------------------- |
| 26 marzo 1986  | Formigine | Picchio Rosso           | come ospite                                                   |
| 11 aprile 1986 | Chiasso   | Palapenz                | ospite dello spettacolo "Dirsi Ciao" insieme ad altri artisti |
| 13 aprile 1986 | Zurigo    | Volkshaus               |                                                               |
| 14 aprile 1986 | Lucerna   | Kunst- und Kongresshaus |                                                               |
| 15 aprile 1986 | Berna     | Kursaal                 |                                                               |
| 16 aprile 1986 | Basilea   | St. Jakobshalle         |                                                               |

### C'è chi dice no Tour (1987)
Dopo la detenzione, Vasco Rossi raccoglie buoni successi anche nelle tournée del 1984 e del 1985, suonando davanti a decine di migliaia di persone all'Arena di Verona o alla Fiera di Oltremare a Napoli.
I concerti si svolgono solitamente in palazzetti sovraffollati, motivo per cui passa ai primi concerti negli stadi. L'album C'è chi dice no esce il 19 marzo del 1987, a distanza di due anni da Cosa succede in città. 
Queste le date del tour:
| Data                                                                               | Città             | Luogo                                      | Note |
| ---------------------------------------------------------------------------------- | ----------------- | ------------------------------------------ | --- |
| Prima parte (spazi chiusi):                                                        |                   |                                            | |
| 11 aprile 1987                                                                     | Padova            | Palasport San Lazzaro                      | |
| 13 aprile 1987                                                                     | Verona            | PalaOlimpia                                | |
| 14 aprile 1987                                                                     | Genova            | Palasport                                  | |
| 16 aprile 1987                                                                     | Lugo              | Baccarà Music Hall                         | |
| 18 aprile 1987                                                                     | Gravedona         | Teatro Tenda                               | |
| 21 aprile 1987                                                                     | Caserta           | Palamaggiò                                 | Rinviato al 26 maggio 1987 |
| 21 aprile 1987                                                                     | Pesaro            | Palasport Pesaro                           | |
| 23 aprile 1987                                                                     | Chieti            | Teatro Tenda                               | |
| 25 aprile 1987                                                                     | Terni             | Teatro Tenda                               | |
| 27 aprile 1987                                                                     | Firenze           | Palasport                                  | |
| 28 aprile 1987                                                                     | Ferrara           | Palasport Azzurri d'Italia                 | |
| 30 aprile 1987                                                                     | Torino            | Palasport                                  | |
| 2 maggio 1987                                                                      | Siena             | Palasport Mens Sana                        | |
| 4 maggio 1987                                                                      | Reggio Emilia     | Palasport                                  | |
| 5 maggio 1987                                                                      | Treviso           | PalaVerde                                  | |
| 7 maggio 1987                                                                      | Brescia           | PalaLeonessa                               | |
| 8 maggio 1987                                                                      | Vercelli          | Teatro Tenda                               | |
| 9 maggio 1987                                                                      | Cantù             | Palasport Pianella                         | |
| 11 maggio 1987                                                                     | Milano            | Palatrussardi                              | |
| 12 maggio 1987                                                                     | Milano            | Palatrussardi                              | |
| 15 maggio 1987                                                                     | Lugano (Svizzera) | Centro Esposizioni - Padiglione Conza      | |
| 18 maggio 1987                                                                     | Udine             | Palasport Carnera                          | |
| 19 maggio 1987                                                                     | Roma              | Palazzo dello Sport                        | |
| 21 maggio 1987                                                                     | Roma              | Palazzo dello Sport                        | |
| 22 maggio 1987                                                                     | Frosinone         | Fiere Centro Italia (Teatro Tenda)         | |
| 23 maggio 1987                                                                     | Livorno           | Palasport                                  | |
| 25 maggio 1987                                                                     | Modena            | Palapanini                                 | |
| 26 maggio 1987                                                                     | Caserta           | Palamaggiò                                 | |
| 28 maggio 1987                                                                     | Bergamo           | Lazzaretto                                 | |
| 29 maggio 1987                                                                     | Cremona           | Piazza del Duomo                           | |
| 30 maggio 1987                                                                     | Varese            | Teatro Tenda                               | |
| 6 giugno 1987                                                                      | Innsbruck         | Berg Isel Olympiastadion (Utopia Festival) | |
| Dopo circa un mese e mezzo di pausa il tour riprende, stavolta negli spazi aperti: |                   |                                            | |
| 20 luglio 1987                                                                     | L'Aquila          | Stadio Tommaso Fattori                     | |
| 21 luglio 1987                                                                     | Nettuno           | Stadio Comunale                            | |
| 21 luglio 1987                                                                     | Arma di Taggia    | Area Ex Caserme Revelli                    | |
| 23 luglio 1987                                                                     | Savona            | Stadio Valerio Bacigalupo                  | |
| 25 luglio 1987                                                                     | Sarzana           | Stadio Miro Luperi                         | |
| 28 luglio 1987                                                                     | Pistoia           | Stadio Comunale                            | |
| 29 luglio 1987                                                                     | Montevarchi       | Stadio Brilli Peri                         | |
| 30 luglio 1987                                                                     | Casteldelpiano    | Stadio Comunale                            | |
| 2 agosto 1987                                                                      | Jesolo            | Piazzale delle Capannine                   | |
| 3 agosto 1987                                                                      | Misano Adriatico  | Circuito Internazionale Santamonica        | |
| 4 agosto 1987                                                                      | Porto Recanati    | Stadio Comunale Nazario Sauro              | |
| 7 agosto 1987                                                                      | Alba Adriatica    | Stadio Comunale                            | |
| 8 agosto 1987                                                                      | Termoli           | Stadio Gino Cannarsa                       | Originariamente il concerto avrebbe dovuto tenersi allo Stadio Aragona di Vasto, ma venne annullato e spostato a Termoli per questioni di sicurezza. |
| 9 agosto 1987                                                                      | Bisceglie         | Stadio Comunale                            | |
| 12 agosto 1987                                                                     | Taranto           | Stadio Erasmo Iacovone                     | |
| 13 agosto 1987                                                                     | Monopoli          | Stadio Veneziani                           | |
| 14 agosto 1987                                                                     | Gallipoli         | Stadio Comunale                            | |
| 16 agosto 1987                                                                     | Catanzaro         | Stadio Comunale                            | |
| 18 agosto 1987                                                                     | Praia a Mare      | Stadio Comunale                            | |
| 22 agosto 1987                                                                     | Modica            | Stadio Comunale                            | |
| 23 agosto 1987                                                                     | Milazzo           | Stadio Comunale                            | |
| 26 agosto 1987                                                                     | Pergusa           | Autodromo di Pergusa                       | |
| 27 agosto 1987                                                                     | Termini Imerese   | Stadio Comunale                            | |
| 29 agosto 1987                                                                     | Cosenza           | Stadio San Vito                            | |
| 2 settembre 1987                                                                   | Viterbo           | Stadio Rocchi                              | |
| 4 settembre 1987                                                                   | Viareggio         | Stadio dei Pini                            | |
| 6 settembre 1987                                                                   | Pordenone         | Parco Galvani                              | |
| 8 settembre 1987                                                                   | Bologna           | Festa nazionale de l'Unità Parco Nord      | |
| 10 settembre 1987                                                                  | Torino            | Stadio Comunale                            | |
| 11 settembre 1987                                                                  | Città di Castello | Stadio Comunale                            | |
| 14 settembre 1987                                                                  | Milano            | Arena Civica                               | |
| 15 settembre 1987                                                                  | Milano            | Arena Civica                               | |
| 18 settembre 1987                                                                  | Cuneo             | Piazza d'Armi                              | |
| 19 settembre 1987                                                                  | Omegna            | Stadio liberazione                         | |
| 20 settembre 1987                                                                  | Mira              | Arena discoteca Marmellata                 | |
| 23 settembre 1987                                                                  | Lecce             | Stadio Via del mare                        | Annullato |
| 25 settembre 1987                                                                  | Foggia            | Stadio Comunale                            | |
| 26 settembre 1987                                                                  | Verona            | Arena di Verona                            | |
| 29 settembre 1987                                                                  | Napoli            | Stadio Collana                             | |
| 1º ottobre 1987                                                                    | Roma              | Palazzo dello Sport                        | |
| 2 ottobre 1987                                                                     | Roma              | Palazzo dello Sport                        | |

Formazione:
- Vasco Rossi: voce e chitarra
- Mimmo Camporeale: tastiere
- Claudio Golinelli: basso
- Andrea Innesto: sax e tastiere
- Maurizio Solieri: chitarre
- Massimo Riva: chitarre, voci e tastiere
- Daniele Tedeschi: batteria
- Antonella Pepe: corista

Durante il tour del 1987 il regista e produttore Nicola Metta e la sua crew, registra i suoi concerti, il backstage e i fans. Immagini e suoni vengono editati e rimasterizzati nello studio di Vasco a Bologna per l'uscita di una doppia cassetta in VHS dal titolo "Vasco Rossi Live '87", in edizione speciale per il "Vasco Rossi Official Fans Club".
Vasco Rossi Live '87 (Kono Music S.r.l., Milano; Produzione e Regia di Nicola Metta)
Alcune scene di questo concerto furono anche utilizzate nel film Ciao ma'..., del regista Giandomenico Curi, uscito nelle sale nella primavera del 1988.
La scaletta tipo prevedeva i seguenti brani:
1. Vivere una favola
2. Brava Giulia
3. Cosa succede in città
4. Deviazioni
5. Brava
6. Ogni volta
7. Ridere di te
8. Lunedì
9. Blasco Rossi
10. Non mi va
11. Questa sera Rock 'n' Roll (SRB)
12. Sai qual è la verità (SRB)
13. Ok si (SRB)
14. Colpa d'Alfredo
15. Ciao
16. Va bene va bene così
17. Bollicine
18. Vita spericolata
19. Sono ancora in coma
20. Ieri ho sgozzato mio figlio
21. Dimentichiamoci questa città
22. C'è chi dice no
23. Una canzone per te
24. Siamo solo noi
25. Albachiara

Ma anche:
1. Canzone
2. Dormi Dormi
3. Neve nera (SRB)

- Legenda: (SRB) - Acronimo di Steve Rogers Band

### Liberi liberi Tour (1989)
Nel 1989, per la prima volta dopo quasi dieci anni, Vasco non viene accompagnato dalla Steve Rogers Band che in quell'anno tenta la carriera solista. La band viene coordinata da Andrea Innesto (sax), Daniele Tedeschi (batteria), Alberto Rocchetti (tastiere), Paul Martinez (basso), Andrea Braido (chitarra solista) e Davide Devoti (chitarra ritmica).
Queste le date del tour:
| Data              | Città                  | Luogo                                            | Note |
| ----------------- | ---------------------- | ------------------------------------------------ | --- |
| 6 giugno 1989     | Locarno (Svizzera)     | Palazzetto Fevi                                  | |
| 10 giugno 1989    | Zurigo (Svizzera)      | Eishalle Kloten                                  | |
| 11 giugno 1989    | Neuchâtel (Svizzera)   | Patinoire du Littoral                            | |
| 13 giugno 1989    | Torino                 | Stadio Comunale                                  | |
| 14 giugno 1989    | Torino                 | Stadio Comunale                                  | |
| 16 giugno 1989    | Parma                  | Cittadella                                       | |
| 18 giugno 1989    | Milano                 | Arena Civica                                     | |
| 19 giugno 1989    | Milano                 | Arena Civica                                     | |
| 21 giugno 1989    | Padova                 | Stadio Silvio Appiani                            | |
| 23 giugno 1989    | Bari                   | Fiera                                            | |
| 25 giugno 1989    | Napoli                 | Stadio San Paolo                                 | Annullato per inagibilià dello stadio. Il concerto venne spostato al 7 luglio 1989 ad Agnano.                                 |
| 26 giugno 1989    | Frosinone              | Stadio comunale                                  | |
| 28 giugno 1989    | Roma                   | Palazzo dello Sport                              | |
| 29 giugno 1989    | Roma                   | Palazzo dello Sport                              | |
| 1º luglio 1989    | Brescia                | Stadio Mario Rigamonti                           | |
| 3 luglio 1989     | Pesaro                 | Stadio Comunale                                  | |
| 4 luglio 1989     | Assisi                 | Stadio S. Maria                                  | |
| 6 luglio 1989     | Prato                  | Stadio Lungobisenzio                             | |
| 7 luglio 1989     | Agnano                 | Ippodromo                                        | |
| 27 luglio 1989    | Viareggio              | Stadio dei Pini                                  | |
| 29 luglio 1989    | Fondi                  | Stadio Comunale                                  | |
| 31 luglio 1989    | Grosseto               | Stadio Comunale                                  | |
| 2 agosto 1989     | Lignano Sabbiadoro     | Stadio Comunale                                  | |
| 4 agosto 1989     | Alba Adriatica         | Stadio Comunale                                  | |
| 5 agosto 1989     | Porto Recanati         | Campo Sportivo N. Sauro                          | |
| 6 agosto 1989     | Misano Adriatico       | Circuito Internazionale Santamonica              | |
| 9 agosto 1989     | Albenga                | Stadio Annibale Riva                             | Avvengono forti discussioni politiche e non che portano il comune a discutere su un eventuale annullamento all’ultimo minuto. |
| 10 agosto 1989    | Sestri Levante         | Stadio Comunale                                  | |
| 13 agosto 1989    | Taranto                | Stadio Erasmo Iacovone                           | |
| 14 agosto 1989    | Poggiardo              | Campo Comunale                                   | |
| 16 agosto 1989    | Lamezia Terme          | Stadio Guido d'Ippolito                          | |
| 17 agosto 1989    | Praia a Mare           | Stadio Comunale                                  | |
| 18 agosto 1989    | Nettuno                |                                                  | |
| 19 agosto 1989    | Cava de' Tirreni       | Stadio Simonetta Lamberti                        | |
| 22 agosto 1989    | Sciacca                | Stadio Luigi Riccardo Gurrera                    | |
| 23 agosto 1989    | Partinico              | Stadio Comunale                                  | |
| 25 agosto 1989    | Messina                | Fiera                                            | |
| 26 agosto 1989    | Modica                 | Stadio Comunale                                  | |
| 27 agosto 1989    | Giarre                 | Stadio Regionale                                 | |
| 31 agosto 1989    | Cosenza                | Stadio San Vito                                  | |
| settembre 1989    | Treviglio / Caravaggio | Festa de l'Unità                                 | |
| 1º settembre 1989 | Montesarchio           | Concerto per la pace                             | |
| 3 settembre 1989  | Livorno                | Stadio Armando Picchi                            | |
| 5 settembre 1989  | Montecatini Terme      | Ippodromo Sesana (Festa nazionale dell'Amicizia) | |
| 7 settembre 1989  | Genova                 | Piazzale Kennedy                                 | |
| 9 settembre 1989  | Cardano al Campo       | Disco Nautilus                                   | |
| 13 settembre 1989 | Omegna                 | Stadio                                           | |
| 14 settembre 1989 | Biella                 | Piazza di Corso 53o Fanteria                     | |
| 15 settembre 1989 | Modena                 | Festa de l'Unita                                 | |
| 16 settembre 1989 | Montevarchi            | Stadio Comunale                                  | |
| 19 settembre 1989 | Crema                  | Stadio S. Maria della Croce                      | |
| 20 settembre 1989 | Rovigo                 | Stadio Comunale                                  | |
| 22 settembre 1989 | Torino                 | Stadio Comunale                                  | |
| 25 settembre 1989 | Benevento              | Stadio Comunale                                  | |
| 26 settembre 1989 | Guidonia               | Stadio Comunale                                  | |
| 29 settembre 1989 | Sassari                | Stadio Acquedotto                                | |
| 30 settembre 1989 | Cagliari               | Fiera                                            | |
| 3 ottobre 1989    | Milano                 | Palatrussardi                                    | |
| 4 ottobre 1989    | Milano                 | Palatrussardi                                    | |
| 5 ottobre 1989    | Milano                 | Palatrussardi                                    | |

La scaletta tipo prevedeva i seguenti brani:
1. Muoviti
2. Blasco "Rossi"
3. C'è chi dice no
4. Dillo alla luna
5. Tango della gelosia
6. Deviazioni
7. Ogni volta
8. Ridere di te
9. Lunedì
10. Interludio
11. Vivere una favola (pres. band)
12. Vita spericolata
13. Liberi... liberi
14. Stasera
15. Vivere senza te
16. Domenica lunatica
17. Colpa d'Alfredo
18. Una canzone per te
19. Bollicine
20. Siamo solo noi (presentazione della band)
21. Albachiara

## Gli anni novanta
I concerti degli anni novanta sono grandi produzioni, paragonabili a quelle degli artisti esteri più importanti. In questi anni tornano nella band diversi componenti della Steve Rogers Band.

### Fronte del palco Tour (1990-1991)
La band del 1990 era composta da Daniele Tedeschi (batteria), Paul Martinez (basso), Alberto Rocchetti (tastiere e cori), Andrea Braido (chitarra solista), Davide Devoti, Andrea Innesto (sax e cori). Nel 1991 rientrano Maurizio Solieri (chitarra solista) e Claudio Golinelli (basso).
Il 1990 rappresenta un'autentica consacrazione per la carriera live di Vasco Rossi: lo show "Fronte del Palco", con due concerti (il 10 luglio allo Stadio San Siro a Milano e il 14 luglio allo Stadio Flaminio di Roma) raccoglie circa 125 000 persone (75.000 a Milano e circa 50.000 a Roma), numeri che quell'anno non riusciranno a raggiungere nemmeno star internazionali del calibro di Madonna e Rolling Stones.
Il concerto si apre con Diego Spagnoli che grida "Il cielo lasciamolo ai passeri, noi stiamo coi piedi per terra!" ed il disco "Fronte del palco" è una registrazione fatta durante il tour del 1989. La testimonianza dei due concerti del 1990 è affidata ad un disco uscito nel 1991 Vasco live 10.7.90 San Siro e alla vhs ufficiale, Fronte del palco live 90, uscita l’anno precedente; è stato pubblicato anche un libro fotografico.
Lo show si ripete l'anno seguente (1991) raccogliendo grandi successi in diversi stadi italiani: Stadio delle Alpi di Torino (82.000 spettatori), Stadio Cerreti (Campo di Baseball) di Firenze (28.000), Stadio Simonetta Lamberti di Cava dei Tirreni (42.000), Stadio Sant'Elia di Cagliari (20.000) e Stadio Friuli di Udine (45.000). Vi fu anche una data straordinaria e singolare nel piccolo Comune di San Martino Valle Caudina (AV), dove Vasco si esibì il 29 settembre 1991 (concerto inizialmente programmato per il 3 agosto e spostato a causa del maltempo), nell'ambito del festival artistico organizzato dalla Pro Loco presieduta dal giornalista Rai Gianni Raviele.
In più Vasco tiene diverse date in Germania, Svizzera, Francia, Belgio, Paesi Bassi e persino una data a Toronto (Canada).
La scaletta, rispetto al "Blasco tour" del 1989 e ai due spettacoli di "Fronte del Palco" del 1990, vede l'aggiunta di Jenny è pazza e Silvia.

### Rock sotto l'assedio (1995)
Tournée formata da tre date, ideata e dedicata alla guerra nella ex Jugoslavia, nella quale si esibirono anche i gruppi rock di Sarajevo. La prima serata al palasport di Locarno in Svizzera fu un test per le due serate successive allo Stadio di San Siro a Milano. Alla fine circa 106.000 spettatori assistettero allo spettacolo, 43.000 alla prima serata di Milano e 63.000 alla seconda.
L'idea del concerto venne a Vasco dopo aver visto le foto di Massimo Sciacca e di alcuni musicisti suonare a Sarajevo, nonostante la guerra. Vennero così interrotte le registrazioni di Nessun pericolo...per te per organizzare la doppia serata.
Il concerto si aprì con Generale di De Gregori, seguirono i maggiori successi con un inedito per quell'anno: Anche se, poi pubblicato con il titolo di Praticamente perfetto nel successivo album Nessun pericolo... per te.
Gli spari sopra e Vivere vengono eseguite con i due gruppi di Sarajevo: i Sikter e i Sarajevo Festival Ensemble.
Lo show venne trasmesso da Rai Radio 2 nelle due serate del 7 e 8 luglio (venerdì e sabato), replicato parzialmente nei giorni successivi poiché la diretta venne sospesa a causa dei TG della notte.
Canale 5 mandò in onda in autunno gran parte del concerto del 7 luglio.
Le particolarità dello show sono molteplici: la presenza di quattro chitarristi (Massimo Riva, Maurizio Solieri, Stef Burns e Nando Bonini), la canzone War, cantata da Massimo Riva a metà dello spettacolo e l'idea di iniziare Delusa con l'intro di Albachiara.

### Nessun pericolo per te Tour (1996)
Vasco torna con un tour nel 1996. Anche questo è un lungo tour, 6 mesi e 40 date, e ricalca fedelmente la struttura del tour del 1993, toccando nella sua prima parte i Palasport italiani per poi passare in estate negli stadi delle grandi città, e quindi concludersi negli stadi di città di medie dimensioni.
Il tour parte con due date di "prova" il 28 e il 30 marzo a Frauenfeld e Bienne, in Svizzera, in vista dell'apertura vera e propria che avviene il 12 aprile al PalaStampa di Torino, davanti a 12.000 spettatori. Poi, a ruota, tutti i palazzetti delle principali città italiane: il 15 aprile Bolzano, il 16 Bologna, il 19 e 20 Milano, il 23 Firenze, il 26 Roma, il 30 Acireale, il 4 maggio Palermo e il 7 maggio Caserta.
La seconda e più importante parte del tour si apre il 15 giugno a Milano, allo Stadio San Siro, dove 62.220 spettatori assistono allo spettacolo del rocker. Il 18 giugno Vasco sbarca a Genova, Stadio Ferraris, da anni chiuso alla musica. Il 21 giugno è la volta dello Stadio delle Alpi di Torino, il 24 dello Stadio Giglio di Reggio Emilia, il 27 tocca alla curva sud dello Stadio Olimpico di Roma, e il 30 il concerto si tiene all'Autodromo del Mugello, vicino a Firenze. Il tour prosegue il 4 luglio allo Stadio Simonetta Lamberti di Cava dei Tirreni e si chiude il 7 allo Stadio Friuli di Udine.
La terza parte del tour si apre il 3 agosto all'Arena Croix Noire di Aosta. Poi per tutto agosto Vasco è in giro per l'Italia: il 4 a Sanremo, il 7 a Montalto di Castro, il 10 a Rimini, l'11 a Pescara, il 14 Lecce, il 17 Catanzaro, il 20 Caltanissetta, il 31 Rosa. Il 3 settembre tocca a Lugano, il 6 Verona, l'8 Cosenza, l'11 Modena, il 14 Ancona, il 17 Varese, il 20 Casale, il 21 Brescia, il 24 Bari. Vasco Rossi partecipa come ospite, insieme a Lucio Dalla e gli Stadio, al concerto "Clio Rds live" svoltosi il 27 settembre a Palermo nella piazza del Foro Italico davanti a 70.000 spettatori. Ultimissima data, il 30 settembre, a Tortolì (Nuoro).

### World Wide Tour (1997)
Vasco torna con questo tour in diversi paesi europei. La formazione della prima parte del tour (tra Austria, Belgio, Svizzera, Germania con una puntatina in Olanda al Paradiso rock club) è assolutamente inedita. Assente Claudio Golinelli, per problemi di salute, il ruolo di bassista va a Davide Romani, da sempre collaboratore di Vasco in studio di registrazione, ma mai dal vivo con lui.
Inedito anche il chitarrista solista affidato a Teddy Castellucci, tra le altre cose autore di colonne sonore di film. Burns aveva infatti degli impegni già presi per le prime date del tour, e pare che fu lui stesso a segnalare il nome di Castellucci. Era stato "allertato" anche Maurizio Solieri, che alla fine non venne chiamato. Si era ventilato anche un ritorno di Andrea Braido, che però non era più tanto gradito a Vasco e Elmi, dopo che aveva detto no a precedenti chiamate da parte dello stesso staff di Vasco. Nella seconda parte del tour, rientrerà Burns assieme a Clara Moroni, anche lei assente nella prima parte. Nella scaletta troviamo i brani dell'album Nessun pericolo per te, più alcuni brani storici.
| Data           | Città             | Stato       | Luogo                      | Note                      |
| -------------- | ----------------- | ----------- | -------------------------- | ------------------------- |
| ?? aprile 1997 | New York          | Stati Uniti | ??                         | Annullato                 |
| ?? aprile 1997 | Los Angeles       | Stati Uniti | House of Blues             | Annullato                 |
| ?? aprile 1997 | Toronto           | Canada      | ??                         | Annullato                 |
| 19 aprile 1997 | Cortemaggiore     | Italia      | Fillmore Club              | riservata al fans club    |
| 21 aprile 1997 | Bolzano           | Italia      | Palaonda                   |                           |
| 24 aprile 1997 | Bruxelles         | Belgio      | Ancienne Belgique          |                           |
| 25 aprile 1997 | Differdange       | Lussemburgo | Hall Omnisport Differdange |                           |
| 27 aprile 1997 | Colonia           | Germania    | E-werk                     |                           |
| 29 aprile 1997 | Neu-Isenburg      | Germania    | Hugenottenhalle            |                           |
| 2 maggio 1997  | Monaco di Baviera | Germania    | Babylon                    |                           |
| 3 maggio 1997  | Villach           | Austria     | Kongresshause              |                           |
| 5 maggio 1997  | Vienna            | Austria     | Rockhaus                   |                           |
| 9 maggio 1997  | Scoffie           | Slovenia    | Sportna Dvorana            |                           |
| 10 maggio 1997 | Scoffie           | Slovenia    | Sportna Dvorana            |                           |
| 15 maggio 1997 | Ginevra           | Svizzera    | Arena                      |                           |
| 16 maggio 1997 | Zurigo            | Svizzera    | Schutzenhause              |                           |
| 19 maggio 1997 | Amsterdam         | Paesi Bassi | Paradiso                   |                           |
| 22 maggio 1997 | Pratteln          | Svizzera    | Z7 Konzertfabrik           | inizialmente il 13 maggio |
| 31 maggio 1997 | New York          | Stati Uniti | ??                         | Annullato                 |
| 1 giugno 1997  | New York          | Stati Uniti | ??                         | Annullato                 |
| 10 luglio 1997 | Dour              | Belgio      | Stade de La Machine a Feu  | Annullato                 |
| 12 luglio 1997 | Bagnoli           | Italia      | Neapolis Festival          |                           |
| 18 luglio 1997 | Montreux          | Svizzera    | Montreux Jazz Festival     |                           |

Formazione:
- Vasco Rossi: voce
- Teddy Castellucci: chitarra solista (fino al 22 maggio 1997)
- Stef Burns: chitarra solista (dal 10 giugno 1997)
- Massimo Riva: chitarra ritmica
- Deen Castronovo: batteria
- Davide Romani: basso
- Alberto Rocchetti: tastiere
- Andrea Innesto "Cucchia": sax e fiati
- Clara Moroni: cori (dal 10 giugno 1997)

Scaletta:
1. Un gran bel film
2. Praticamente perfetto
3. Ormai e tardi
4. Valium
5. Senza parole
6. Mi si escludeva
7. Sally
8. Colpa d'Alfredo
9. Gli spari sopra
10. C'è chi dice no
11. Gli angeli
12. Siamo solo noi
13. Vita spericolata
14. Vivere
15. Delusa
16. Albachiara

Altri brani: 
1. Sballi ravvicinati del terzo tipo
2. Benvenuto

### Imola Autodromo Enzo Ferrari (1998)
Nel 1998 esce l'album Canzoni per me e Vasco, anziché avviare un nuovo tour, decide di tenere un'unica data (20 giugno), per un solo concerto ufficiale all'autodromo di Imola che apre di fatto la prima edizione dell'Heineken Jammin' Festival.
Come avvenne già nel 1995, prima di tale data, fissa due concerti di prova (date zero), il 16 e 17 giugno a Zurigo. Nelle due date, Vasco esegue al pubblico la scaletta programmata per il concerto di Imola ma, per quest'ultimo, deciderà di escludere solo Brava Giulia.
Il concerto di Imola si trasforma in un raduno nazionale e Vasco, arrivato in elicottero, si trova a cantare davanti oltre 120.000 persone.
Dopo il successo ottenuto ad Imola, il 22 ottobre si presenta al Teatro Ariston di Sanremo vincendo il premio Tenco grazie all'album Canzoni per me.
L'ultima apparizione del 1998, avviene il 10 novembre al PalaDozza di Bologna durante la trasmissione Taratata, in cui tiene un mini concerto con la partecipazione nella band del suo ex chitarrista Andrea Braido (con cui non suonava dal 1993) e Celso Valli (produttore di Canzoni per me) alle tastiere.

### Rewind Tour (1999)
Il tour parte in maniera singolare, con un concerto riservato al fan club alla discoteca Alcatraz di Milano. Si svolge durante la stagione estiva e tocca diversi stadi italiani. Per la prima volta Vasco Rossi fa due date allo Stadio delle Alpi di Torino ed all'Olimpico di Roma, mentre ancora una volta è escluso lo Stadio Meazza di Milano. 
Il tour (22 date ufficiali e 561.000 spettatori paganti ai concerti) vede la scomparsa del chitarrista Massimo Riva, avvenuta pochi giorni prima della prima data; a sostituirlo è Maurizio Solieri, mentre l'altro chitarrista è Stef Burns. La scomparsa di Riva provoca anche qualche variazione nella scaletta, come l'esecuzione di Quanti anni hai con la proiezione del filmato di apertura del concerto di Imola 1998. Anche Gli angeli viene dedicata a Riva, tra gli applausi del pubblico, mentre Vasco ricorda che «nessuno muore mai completamente, qualche cosa di lui rimane sempre VIVO, dentro di NOI! Viva Massimo Riva!»
Dalla seconda metà del tour viene inserita in scaletta l'inedita La fine del millennio, mentre l'apertura è sempre con Lo show, con Vasco che comincia a cantare fuori dal palco. Per buona parte delle canzoni, Vasco ha una telecamera sugli occhiali che proietta in diretta sui maxi schermi e su Internet quello che lui vede.
Nell'ultima tappa, a Varese, un diluvio mette in dubbio il concerto, ma lo show va avanti lo stesso. Al grido «il cielo lasciamolo ai passeri, noi stiamo coi piedi nel fango», Vasco Rossi e la sua band iniziano a suonare, rinunciando agli effetti di luce, esibendosi quindi solo con dei fari fissi.
| Data              | Città                 | Luogo                        | Note      |
| ----------------- | --------------------- | ---------------------------- | --------- |
| 29 aprile 1999    | Milano                | Discoteca Alcatraz           |           |
| 1 maggio 1999     | Roma                  | Piazza San Giovanni          |           |
| 12 giugno 1999    | Perugia               | Stadio Renato Curi           |           |
| 16 giugno 1999    | Firenze               | Stadio Artemio Franchi       |           |
| 20 giugno 1999    | Cagliari              | Fiera di Cagliari            |           |
| 23 giugno 1999    | Roma                  | Stadio Olimpico              |           |
| 24 giugno 1999    | Roma                  | Stadio Olimpico              |           |
| 27 giugno 1999    | Bari                  | Stadio della Vittoria        |           |
| 30 giugno 1999    | Bologna               | Stadio Renato Dall'Ara       |           |
| 2 luglio 1999     | Torino                | Stadio delle Alpi            |           |
| 3 luglio 1999     | Torino                | Stadio delle Alpi            |           |
| 6 luglio 1999     | Genova                | Stadio Luigi Ferraris        |           |
| 10 luglio 1999    | Trieste               | Stadio Nereo Rocco           |           |
| 14 luglio 1999    | Verona                | Stadio Marcantonio Bentegodi |           |
| 16 luglio 1999    | Neustadt (Austria)    | Woodstock Festival           | annullato |
| 17 luglio 1999    | Neustadt (Austria)    | Woodstock Festival           | annullato |
| 18 luglio 1999    | Neustadt (Austria)    | Woodstock Festival           | annullato |
| 18 luglio 1999    | Bellinzona (Svizzera) | Rock Kingdom Festival        |           |
| 28 agosto 1999    | Palermo               | Velodromo Paolo Borsellino   |           |
| 31 agosto 1999    | Galatina              | Fiera del Salento            |           |
| 2 settembre 1999  | Cosenza               | Stadio San Vito              |           |
| 5 settembre 1999  | Benevento             | Stadio Santa Colomba         |           |
| 8 settembre 1999  | Ancona                | Stadio del Conero            |           |
| 11 settembre 1999 | Modena                | Festa de l'Unità             |           |
| 14 settembre 1999 | Rosà                  | Stadio Comunale              |           |
| 16 settembre 1999 | Montichiari           | Fiera                        |           |
| 18 settembre 1999 | Varese                | Ippodromo Le Bettole         |           |

Musicisti: 
- Chitarre: Maurizio Solieri (dal 12 giugno 1999), Stef Burns, Massimo Riva (fino al 1 maggio 1999)
- Batteria: Jonathan Moffet
- Programmazione, tastiere e cori: Frank Nemola
- Sax, fiati e cori: Andrea Innesto
- Tastiere: Alberto Rocchetti
- Cori: Clara Moroni

Il tour è stato eseguito con la seguente scaletta (salvo le eccezioni menzionate sopra):
- Lo show
- Sballi ravvicinati del terzo tipo
- Rewind
- Nessun pericolo per te
- Blasco Rossi
- Ormai è tardi
- Stupendo
- Jenny è pazza
- Sally
- L'una per te
- Senza parole
- Vivere
- Mi si escludeva
- Gli spari sopra
- Delusa
- Io no
- Quanti anni hai
- Gli angeli
- C'è chi dice no
- Bollicine
- Vita spericolata
- Albachiara

## Il nuovo millennio

### Stupido Hotel Live (2001)
Gli anni 2000 ripartono con un tour estivo nei principali stadi italiani. Dopo le prove generali del 12 giugno alla discoteca Ennenci di Pozzuoli, il tour parte ufficialmente con la seconda partecipazione all'Heineken Jammin' Festival, all'Autodromo di Imola il 16 giugno, per poi passare il 19 a Torino, Stadio delle Alpi; 22 giugno a Verona, Stadio Bentegodi; 25 giugno a Bari, Arena della Vittoria; 28 giugno a Palermo, Velodromo Paolo Borsellino; 1º luglio a Salerno, Stadio Arechi; 4 luglio a Roma, Stadio Olimpico; 7 luglio a Udine, Stadio Friuli. Da notare che a Bari ancora una volta non è utilizzato il San Nicola ma la più modesta Arena della Vittoria.
Nelle prime date del tour viene eseguita anche Vita spericolata, mentre, alle prove generali di Fabriano, viene eseguita Voglio andare al mare.
Nelle date di Modena, Firenze e Padova, a seguito degli attentati terroristici dell'11 settembre, i concerti si aprono con C'è chi dice no: quest'ultima non viene cantata da Vasco Rossi, ma è annunciata da Diego Spagnoli, con una richiesta di silenzio, e il testo è presente su una cartolina speciale distribuita all'ingresso.

### Vasco @ S.Siro 03 (2003)

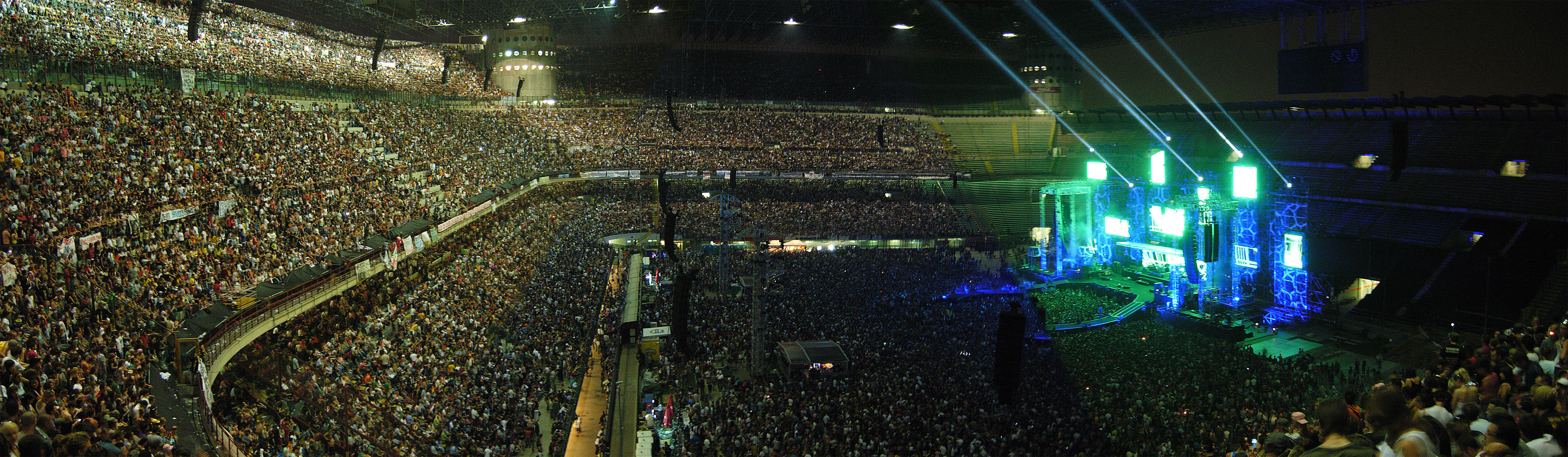
Lo stadio San Siro durante un concerto di Vasco Rossi

Nel 2003 Vasco riesce ad ottenere la concessione dello Stadio Meazza di Milano.
Nell'estate di quell'anno raccoglie quasi 225.000 spettatori con tre concerti di seguito. In occasione di questo evento, si scatenano delle polemiche tra lo staff di Vasco, che chiede in concessione lo stadio per una quarta data, e parte del mondo politico, in particolare con il senatore di Alleanza Nazionale Michele Bonatesta, che polemizza contro l'uso di una maglietta da parte del cantante a favore della legalizzazione delle droghe leggere.
| Data           | Città    | Luogo                  | Note |
| -------------- | -------- | ---------------------- | ---- |
| 25 giugno 2003 | Fabriano | Stadio Comunale        |      |
| 26 giugno 2003 | Fabriano | Stadio Comunale        |      |
| 4 luglio 2003  | Milano   | Stadio Giuseppe Meazza |      |
| 5 luglio 2003  | Milano   | Stadio Giuseppe Meazza |      |
| 8 luglio 2003  | Milano   | Stadio Giuseppe Meazza |      |

Formazione:
- Claudio Golinelli - basso
- Alberto Rocchetti - tastiere
- Maurizio Solieri - chitarra ritmica/chitarra solista
- Stef Burns - chitarra ritmica/chitarra solista
- Mike Baird - batteria
- Frank Nemola - tastiere, programmazione e cori
- Andrea Innesto - fiati
- Claudia Moroni - cori

Scaletta:
1. Intro 2003
2. Credi davvero
3. Asilo republic
4. Ti prendo e ti porto via
5. Splendida giornata
6. Se è vero o no
7. Vivere
8. Ogni volta
9. Fegato fegato spappolato
10. Rewind
11. Io no
12. Stupendo
13. Rock'n' roll show (inedito)
14. Non appari mai
15. Stupido Hotel
16. Interludio 2003
17. Toffee
18. Gabri
19. Una canzone per te
20. Sally
21. C'è chi dice no
22. Mi si escludeva
23. Gli spari sopra
24. Delusa
25. Siamo soli
26. Generale
27. Liberi liberi
28. La fine del millennio
29. Bollicine
30. Siamo solo noi
31. Vita spericolata
32. Quanti anni hai
33. Albachiara

### Buoni o cattivi Tour (2004-2005)

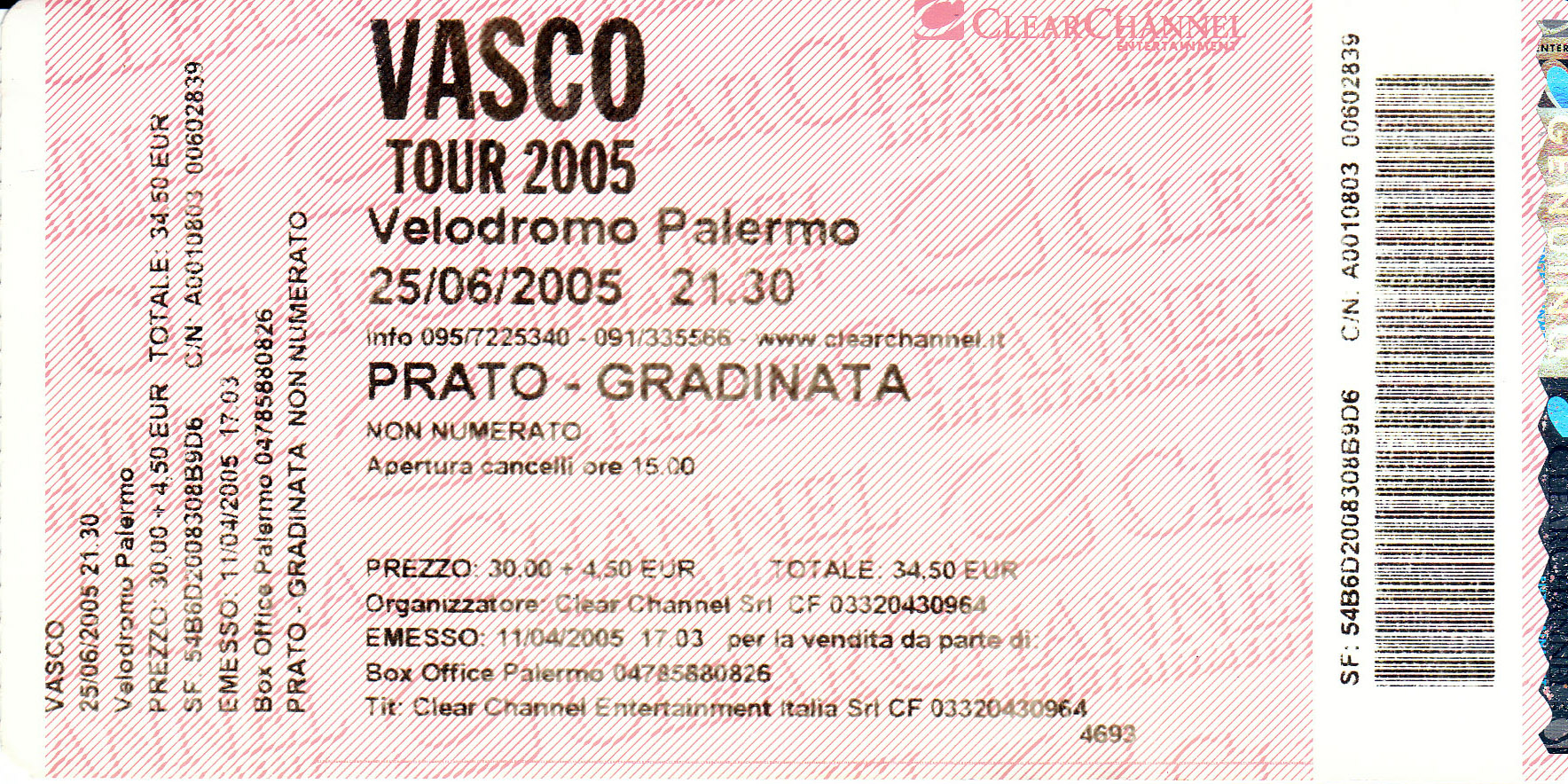
Biglietto di prato-gradinata per il concerto di Vasco Rossi al Velodromo di Palermo del 25 giugno 2005

Questo tour riguarda due estati e tocca tutti i principali stadi italiani.
Il 25 settembre 2004, come appendice al Buoni o cattivi tour, Vasco chiude a Catanzaro con un concerto GRATUITO sotto la pioggia di fronte a circa 400.000 fans, ribattezzato dallo stesso Vasco come il Vascstock 2004, per permettere a coloro che non sono riusciti ad accaparrarsi il biglietto in altre date di assistere al tour. In questa occasione viene realizzata la prima diretta in assoluto di un evento live su telefonia cellulare. Inoltre l'evento fu ad "emissioni zero": infatti il cantante dichiarò che sarebbero stati piantati tanti alberi quanti ne fossero serviti per riequilibrare le emissioni di CO2 dovute all'energia elettrica necessaria per alimentare il concerto.
Le date del tour sono state aperte da Pia Tuccitto e Simone Tomassini, lanciati dallo stesso Vasco e dalla sua casa discografica Bollicine.

### Vasco Live 2007 (2007)

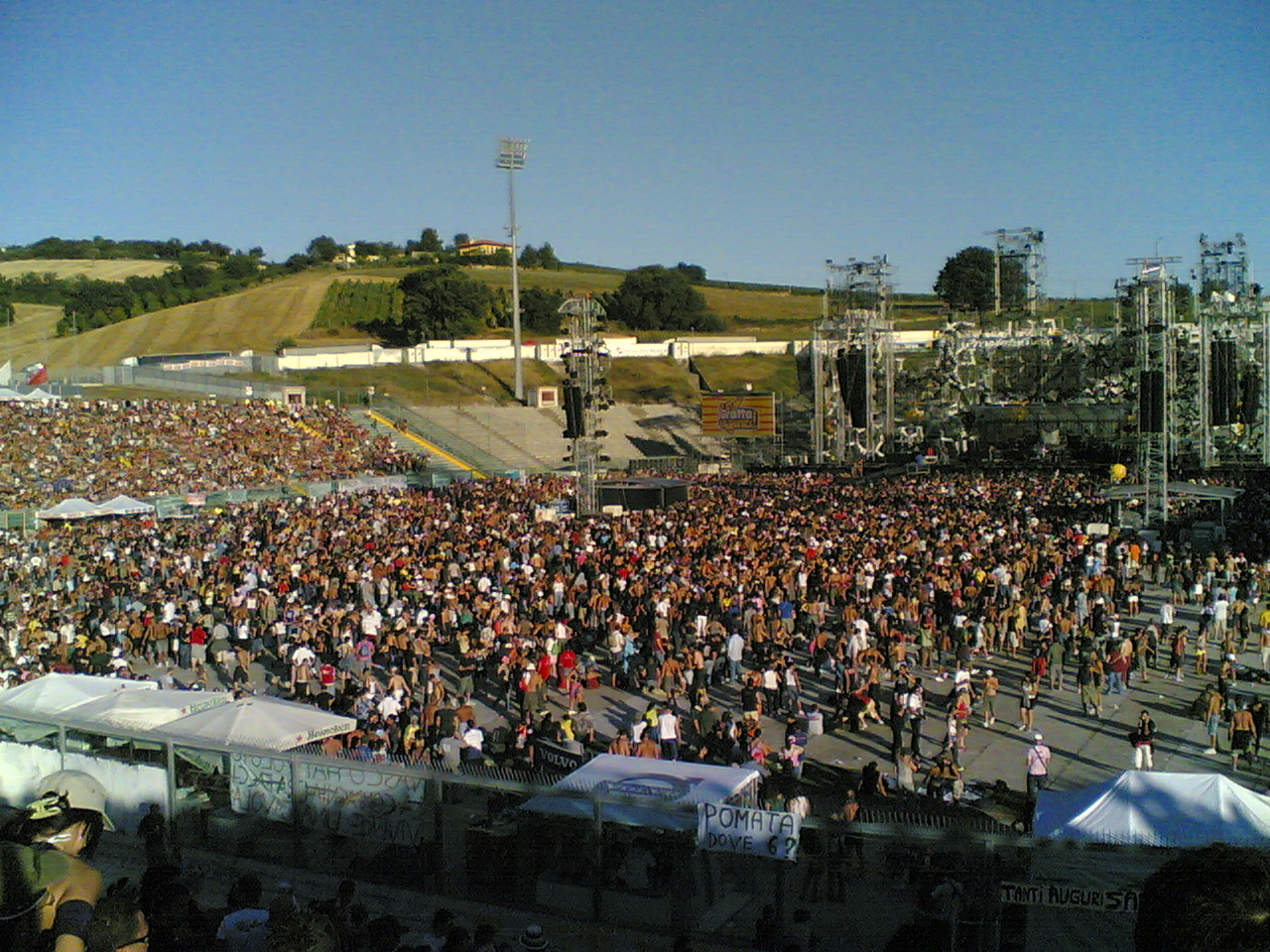
Lo Stadio del Conero prima del concerto di Rossi del 14 luglio 2007

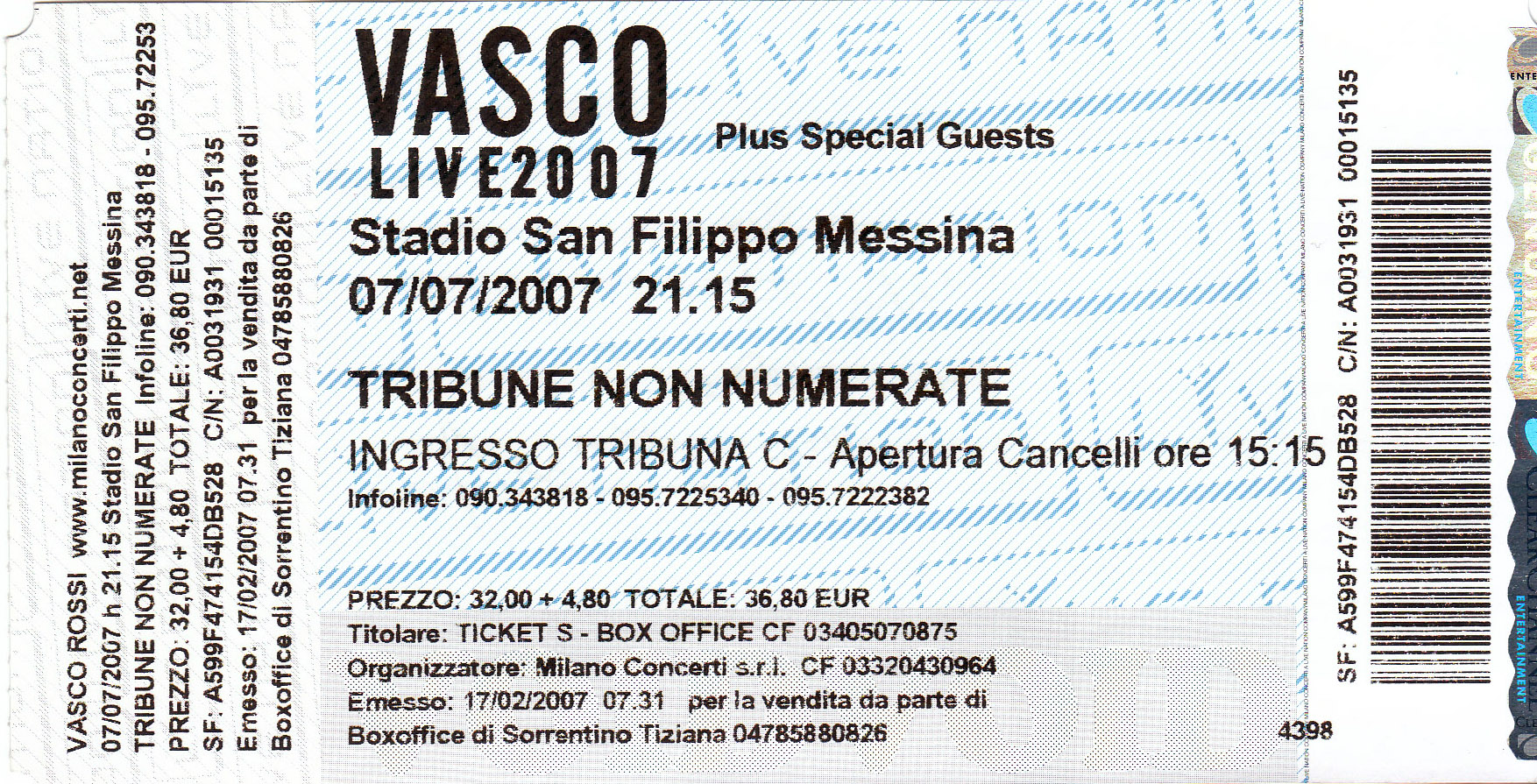
Biglietto di tribuna per il concerto di Vasco Rossi allo Stadio San Filippo di Messina del 7 luglio 2007

Dopo tre anni di assenza e senza il supporto di un nuovo album, Vasco torna sulle scene con un nuovo tour toccando altri record, Secondo i dati SIAE, si inserisce tra i primi posti nella graduatoria relativa ai concerti più visti nel primo semestre 2007.
Il primo concerto è la "data zero" presso lo stadio comunale di Latina. Successivamente Vasco avrebbe dovuto tenere il concerto di punta dell'Heineken Jammin' Festival a Venezia, ma una tromba d'aria causa danni alle torri di amplificazione e al palco, al punto da costringere gli organizzatori ad annullare il resto del festival.
Successivamente in giugno ci sono due date allo Stadio Meazza, con musica suonata a un volume più basso dopo le proteste del "Comitato antirumore di San Siro"; non così allo Stadio Olimpico di Roma, dove viene realizzato il DVD live Vasco@Olimpico.07 con la regia di Swan. Prosegue in luglio con esibizioni allo Stadio delle Alpi di Torino, allo Stadio San Filippo di Messina, allo Stadio San Nicola  di Bari e infine allo Stadio del Conero di Ancona.
Torna in settembre con una nuova "data zero" a Cosenza, allo Stadio San Vito, per poi cantare anche negli stadi di Firenze, Bologna, Verona e Torino, per chiudere ad Udine.

### Vasco.08 Live in concert (2008)
Questo tour è quello che promuove l'album Il mondo che vorrei, svoltosi in due parti: la prima a maggio e giugno, la seconda a settembre e ottobre.

### Concerto del Primo Maggio a Roma 2009
In occasione della festività del 1º maggio, Vasco ha tenuto la sua prima esibizione live del 2009 a Roma, al famoso concerto. Il concerto è andato in onda su RaiTre.
Musicisti:
- Tony Franklin - basso
- Maurizio Solieri - chitarra ritmica
- Stef Burns - chitarra solista
- Matt Laug - batteria
- Alberto Rocchetti - tastiere
- Andrea Innesto - fiati, cori
- Frank Nemola - programmazione, tastiera, tromba, cori
- Clara Moroni - cori

Scaletta:
1. Stupendo
2. Non appari mai
3. Vieni qui
4. Un ragazzo di strada (cover)
5. T'immagini
6. Sally
7. C'è chi dice no
8. Gli spari sopra
9. Il mondo che vorrei
10. Un senso

### Tour Europe indoor
È stata una tournée indoor per l'Italia e l'Europa, a tredici anni di distanza dall'ultimo tour al chiuso datato 1996, il Nessun Pericolo Per Te Tour.
Il 22 giugno è uscito il Vasco London Instant Live 04.05.2010, che ricorda la data del 4 maggio 2010 a Londra.

### Vasco Live Kom (2011-2016)
Il Vasco Live Kom '011 è la tournée collegata all'album Vivere o niente.
Le date di settembre sono state annullate per problemi di salute dello stesso Vasco; la tappa del 26 giugno 2011 (allo stadio di Messina) è saltata per motivi di inagibilità dello stadio.
Il 14 gennaio 2013 è stata annunciata la prosecuzione del tour interrotto per problemi di salute di Vasco. Il 21 gennaio seguente sono state ufficializzate quattro date allo Stadio Olimpico di Torino, e tre date allo stadio dall'Ara di Bologna. del Vasco Live Kom '013. Successivamente conquista il premio Medimex 2013 come miglior tour.
Il Vasco Live Kom '014 si è svolto in sette date, di cui tre allo Stadio Olimpico di Roma e quattro allo Stadio San Siro di Milano. Questo tour segna un importante record per l'artista: è infatti l'unico cantante a raggiungere il maggior numero di presenze consecutive nello stadio milanese.
Il Vasco Live Kom '015 si è svolto in quattordici date, due date: Stadio San Nicola di Bari, Stadio Artemio Franchi di Firenze, Stadio San Siro di Milano, Stadio Renato Dall'Ara di Bologna, Stadio Olimpico di Torino, una data: Stadio San Paolo di Napoli, Stadio San Filippo di Messina, altre due date: Stadio Euganeo di Padova.
Il Vasco Live Kom '016 si è svolto in cinque date, di cui una allo Stadio Comunale Teghil di Lignano Sabbiadoro e quattro allo Stadio Olimpico di Roma. Vasco raggiunge quindi il nuovo record di date consecutive nello stadio romano, dove arrivò a quota 3 concerti nel 2014.

### Modena Park 2017
Modena Park ha rappresentato l'unico concerto del 2017 di Vasco Rossi. Stabilendo un record mondiale per 225.000 biglietti venduti ad un concerto di un singolo artista, si è trattato di un concerto evento organizzato da Vasco Rossi per celebrare i suoi 40 anni di carriera. Il concerto è stato trasmesso anche in alcune piazze italiane, in oltre 200 cinema e, in parte, dalla Rai.

## Dopo Modena Park

### VascoNonStop Live (2018-2019)
Il VascoNonStop Live 2018 si è svolto in sei tappe per un totale di undici spettacoli dal 25 maggio al 21 giugno 2018.
Il VascoNonStop Live 2019 si è svolto in tre tappe per un totale di dieci spettacoli dal 26 maggio al 19 giugno 2019.

### VascoNonStop Festival (2020-2021, annullati)
Il VascoNonStop Festival 2020 doveva svolgersi in 4 tappe per un totale di 5 concerti, nei principali festival rock italiani. Il tour è stato poi rimandato al 2021 (poi al 2022) a causa dell'emergenza sanitaria legata al COVID-19.

### I "Vasco Live" (2022 -ad oggi)
Il  Vasco Live XXII si è svolto in 10 tappe per un totale di 11 spettacoli, dal 20 maggio al 30 giugno. Le quattro tappe di Milano, Firenze, Imola e Roma erano previste per il VascoNonStop Festival 2020, poi posticipate a causa dell'emergenza COVID-19, a cui poi si sono aggiunte le restanti sei annunciate nel 2021.
Il primo grande concerto del rocker dopo la pandemia si è svolto a Trento, il 20 maggio 2022, nella nuova Trentino Music Arena (inaugurata per l'occasione e che ha richiamato poco meno di 120.000 spettatori).
Il Vasco Live XXIII si è svolto in 5 tappe per un totale di 11 spettacoli negli stadi di Rimini (data zero), Bologna, Roma, Palermo e Salerno dal 2 al 29 giugno.
Il Vasco Live 2024 si è svolto in 3 tappe per un totale di 12 spettacoli con data zero allo Stadio Comunale di Bibione (2 giugno, preceduta il giorno prima dal solito soundcheck), 7 allo stadio San Siro di Milano (dove il rocker mancava dal 2019, dal 7 al 20 giugno) e 4 al San Nicola di Bari (il 25, 26, 29 e 30 giugno).
Il Vasco Live 2025 si è svolto in 6 tappe per un totale di 13 spettacoli con data zero e soundcheck per il fanclub nuovamente a Bibione il 26 e 27 maggio e doppia data a Torino, Firenze, Bologna, Napoli, Messina e Roma.

## Concerti e tour fuori dall'Italia
Questa la lista dei concerti fuori dall'Italia:
- 1982 - Ascona ( Svizzera)
- 1983 - Bellinzona ( Svizzera)
- 1984 - Chiasso ( Svizzera)
- 1985 - Vienna ( Austria), Locarno, Basilea, Zurigo, Berna ( Svizzera)
- 1987 - Zurigo, Lugano ( Svizzera), Innsbruck ( Austria), Parigi ( Francia)
- 1989 - Madrid ( Spagna), Parigi, Grenoble ( Francia), Zurigo, Locarno, Neuchâtel ( Svizzera)
- 1991 - Toronto ( Canada), Berlino, Amburgo, Francoforte, Wolfsburg, Mannheim, Ludwigsburg, Monaco, Colonia ( Germania); Losanna, Bienne, Frauenfeld ( Svizzera); Nizza, Parigi ( Francia); Bruxelles ( Belgio); Utrecht ( Paesi Bassi);
- 1993 - Losanna, Zurigo ( Svizzera)
- 1995 - Locarno ( Svizzera)
- 1996 - Frauenfeld, Bienne, Lugano ( Svizzera)
- 1997 - Bruxelles ( Belgio); Differdange ( Lussemburgo); Francoforte, Monaco ( Germania); Villaco, Vienna ( Austria); Škofije ( Slovenia); Montreux, Pratteln, Ginevra, Zurigo ( Svizzera); Amsterdam ( Paesi Bassi);
- 1998 - Zurigo ( Svizzera)
- 1999 - Bellinzona ( Svizzera)
- 2008 - Locarno ( Svizzera)
- 2010 (nell'ambito del Tour Europe indoor)[38][39] - Londra ( Regno Unito, 4 maggio), Bruxelles ( Belgio, 6 maggio), Zurigo ( Svizzera, 8 maggio), Berlino ( Germania, 12 maggio).